# シャイニング・レゾナンス
『シャイニング・レゾナンス』（Shining Resonance）は、セガゲームス（2015年3月まではセガ）より2014年12月11日に発売されたロールプレイングゲーム。
新要素を追加した移植版『シャイニング・レゾナンス リフレイン』（Shining Resonance Re:frain）についても本項で扱う。

## 概要
本作品は『シャイニング・シリーズ』初のPlayStation 3用タイトルで、『シャイニング・ティアーズ』より続く、イラストレーター・Tonyがキャラクターデザインを務めるシリーズの10周年記念タイトルとなっている。また、据置型ハード用タイトルとしては『シャイニング・ウィンド』以来となる。開発は『シャイニング・アーク』から引き続きメディア・ビジョンが担当する。
2017年にPlayStation 4への移植を発表し、『シャイニング・レゾナンス リフレイン』のタイトルで翌2018年3月29日に発売された。PS3版にて有料であった追加コンテンツを全て収録しており、ゲームクリア後でなければ仲間にならなかったキャラクター2人が序盤から物語に参加する「リフレインシステム」が新たに実装されている。同年7月12日にNintendo Switch版とWindows版（Steamでのダウンロード販売）が発売予定。
2019年に発売された『BLADE ARCUS Rebellion from Shining』は、本作のエンディング後を描いた続編的なものとなっている。

## 世界観と物語
世界観
いにしえの大陸に、「アルフヘイム」と呼ばれる神の地が存在する。かつて、この世界で栄華を誇った竜たちが滅びてから、長く時は流れた。竜の魂は結晶化して、世界に散らばっていた。しかし、あるときドラゴンの生存が確認される。彼の名は“煌竜イルバーン”。失われた竜の力を求めて、帝国軍や教会勢力、そして竜に仇なす者“ドラゴンスレイヤー”が動き始める。刻印教会の手からドラゴンを救ったのは、ひとりの“少女”だった。やがて“竜の奏者”と呼ばれる戦士たちがドラゴンのもとに集う。ドラゴンの脳裏に、幼いころ傷ついた自分を助けてくれた“少女”の記憶が蘇る。それは、運命の再会だった。ドラゴンと少女を巡る、美しくも切ない物語が奏でられる。
1章 月下の序曲
ロンバルディア帝国に捕らえられている「煌竜イルバーン」ことユーマの存在を聞いた、アストリア王国の王女ソニア。帝国侵攻に対抗するため、アストリア王国はドラゴンを味方にすることで戦況を打開しようとしていた。ユーマを救出するために、ソニアが「ゲイルリッツ監獄」にやってくるところから物語は始まる。わずかな手勢で奇襲をかけたソニアは、囚われのユーマを発見することに成功するが、最深部からの脱出は容易ではない。時を同じくして竜奏騎士キリカも、ソニアの援護と陽動を兼ねて、単身ゲイルリッツ監獄を強襲する。最上階で合流する三人だったが、そこへ帝国の皇女エクセラと皇女の三本槍と呼称されるドラグマキナ・トリシューラが現れる。トリシューラを戦闘不能にするも、エクセラの重力魔法で動きを封じられ窮地に陥る。さらにはゲイボルグ、グングニルの二頭のドラゴンが加勢に現れる。しかし煌竜に諭されたユーマは戦うことを決意し、自らをドラゴンへと変え、ソニアとキリカを乗せて飛び去って行った。エクセラはただちに三本槍に追撃を命じるが、今のユーマと戦うとなれば相討ちを覚悟しなければならないと告げられ、命令を取り下げた。
2章 竜奏騎士の練習曲
アストリア王国の王都マルガに連れてこられたユーマは、アルベール王から戦争を止めるために煌竜の力を振るってほしいと申し出を受ける。しかし母との約束を破ることになるのと、煌竜の力の恐ろしさを知っていたためユーマは煮え切らない態度をとってしまう。ユーマの身柄は王国に保護されることとなり、ひとまず宿屋うみねこ亭でソニアたちと過ごすことになった。ソニアが騎士団の見回りの仕事に出かけた際、ユーマは騎士団長バロウズからソニアを手伝うようにと強引に頼まれる（押し切られる）。実はこれはバロウズの独断で考えた策であり、ユーマの戦闘力と煌竜の力を推し量るためのものだった。真相を知ったソニアは気を悪くしながらも勇んで父王のもとへ行き、ユーマの戦いぶりを報告する。そんな中、マルガの周辺にドラゴンが現れたと報告が入る。さらにうみねこ亭の女将の娘プリムラが町の外に出た切り戻らないという。誰もが危惧した通りプリムラはドラゴンに襲われていた。駆けつけたユーマたちはこれを撃破し、マルガへ帰還。ユーマはプリムラや女将のエマからお礼を言われ、人助けのために気をつけて煌竜の力を振るえば大丈夫だろうと考えるようになり、アルベール王に協力を約束した。その後、竜奏騎士の一人リンナが敵陣の調査の際、孤立してしまったという報告が入る。リンナの相棒フロマージュの案内に従い、ユーマたちは孤立していたリンナに加勢。帝国軍を撃退するが、そこへ刻印教会の騎士団長ゲオルグが来襲する。撤退するゲオルグを追うユーマたちはまんまと誘き出され、そこでは皇女エクセラ率いるドラグマキナ・ゲイボルグが待ち構えていた。しかし劣勢の中、突如として現れた剣士ジーナスがゲイボルグを一刀のもとに斬り捨てる。深手を負ったゲイボルグを気遣い、エクセラは撤退。ゲオルグも姿を消した。だがジーナスの目的はユーマたちを助けることではなく、ユーマの中に眠る煌竜を引き出すことにあった。ジーナスの剣技の前にユーマはまったく歯が立たず、危うく斬られそうになったところへもう一人の竜奏騎士アグナムが姿を見せる。アグナムの説得にジーナスは引き下がるとユーマを斬るつもりはなかったことを告げ、「最後の歌」という言葉を残して立ち去って行った。ジーナスに圧倒されたことで自信を失ったユーマだが、アグナムの励ましによって立ち直り、彼のアドバイス通り煌竜の力を使いこなせるように修行することを考える。
3章 魂の追想曲
帝国軍が世界竜（ユグドラシル）のドラゴンソウルを探していると聞き、ユーマたちは機先を制するべく行動を起こす。ドラゴンソウルが安置されていそうな遺跡の情報を集めていると、ラドラム地下空洞に子供のお化けが出るという話を聞く。真相を確かめるべく向かったユーマたちが見たのは、刻印教会の騎士ヨアヒムとエトの姿であった。ユーマはエトを「マリオン」と呼ぶが、エトは違うと否定。ヨアヒムの命に従いユーマたちと一戦交えるエトだが、煌竜の力とエトの魔眼が反応したため中断。エトを連れてヨアヒムは撤退していった。その後、空竜のドラゴンソウルの所在を掴んだユーマたちはジンガーナ遺跡にある「竜の祭壇」を訪れる。そこでまたもやヨアヒムとエトに遭遇。エトを退けるユーマたちだが、ヨアヒムの護衛として現れたゼストには歯が立たず膝を突いてしまう。しかしソニアだけは最後まで反抗したためゼストに殺されそうになり、彼女を守るべくユーマは無理に煌竜の力を引き出そうとする。その姿を見たゼストは「一人では力も引き出せない」と言い捨て、煌竜に興味を失って立ち去って行った。だがユーマの暴走は止まらず、キリカの声も煌竜には届かない。そんな中、ソニアはユーマに呼びかける。ユーマを守りたいという想いが込められた「心に響く声」によりユーマは正気を取り戻し、煌竜の力を抑え込んだ。マルガに戻った後、ユーマは己の不甲斐なさを呪うがアグナムから「次に暴走したら全員で止める」と約束され、仲間を頼るようにと告げられた。そしてキリカもまた、自分の呼びかけに「煌竜」が応じなかったのにソニアの声に「ユーマ」が応えたことで、ユーマと煌竜は別々の存在であると考えるようになっていた。一方その頃、竜の祭壇を訪れたジーナスは痕跡から煌竜の力が暴走寸前だったことに気づき、それを押しとどめたユーマこそ「最後の歌」に至る鍵であると考える。
4章 金色に響く奏鳴曲
キリカは今までユーマと煌竜は同一の存在と思っていたが、先の一件でそれは違うと気づき「ユーマ」のことを知るべくデートに誘う。互いに世間知らずだったためデートは半ばとん挫するも、理解を深め合おうというキリカの姿勢に喜ぶユーマだった。その後、ユーマたちはスリーピーホロウにて再びエトと遭遇。その正体がエトの妹のマリオンであり、ヨアヒムの洗脳とエトの呪縛に苦しんでいることをユーマは知る。彼女を助けるべく一行はゲイルリッツ監獄へと乗り込み、ヨアヒムと対峙。ヨアヒムを追い詰め、ユーマは煌竜の力を用いてマリオンにかけられた洗脳を解くことに成功する。しかし、ベアトリスが現れたためヨアヒムには逃げられてしまう。こうして正気に返ったマリオンはマルガへと連れられ、アストリア城に保管されていた竜刃器「龍眼砲バルモニウム」に選ばれたことで竜奏騎士として覚醒。正式にユーマたちの仲間となった。しかし、保管されているもう一つの竜刃器「龍鱗爪剣テンペリオン」だけはアルベール王以外を選ぶことなく、ただ静かに佇んでいた。ユーマたちが立ち去ったゲイルリッツ監獄に姿を見せるジーナス。ここで彼は刻印教会の目的を知る。去ろうとしたその時、ゼストが現れ一方的に戦いを挑まれる。自分と同格と思しきジーナスにこだわるゼストだが、ジーナスはそんなゼストを「与えられた玩具に満足できず、駄々をこねている子供」と称し、戦う価値もないと断じる。そこでジーナスは闘う条件として、煌竜の力を持つユーマを先に打ち倒すことを提案。受けたゼストはゲオルグに協力する一方でユーマとの決着を求める。ユーマたちはクラヴァール平原に帝国の大部隊が集結していることを聞き、出鼻を挫くべく奇襲をかける。そこでゼストと遭遇し一戦交えるが、これは刻印教会がユーマを捕らえるために張った罠であった。さらにエクセラ率いる本隊が手薄となったマルガに侵攻していた。帝国軍に包囲され窮地に立たされるユーマだが、そこへレスティ率いるウェルラントの騎士団が駆けつけ活路を開く。ゼストの相手はレスティたちに任せ、ユーマたちはエクセラを止めるべくマルガへと戻ることに。降伏を要求するエクセラに対し、アルベール王は自らテンペリオンを手に一騎討ちを挑む。だが既に戦える身体ではなかったため、エクセラの力の前に膝を突く。駆けつけたソニアは負傷した父から「無敵の竜奏騎士はもういない」ことを告げられ、父の跡を継ぐことを決意する。その想いに呼応するようにテンペリオンはソニアを新たな使い手と認め、こうしてソニアは竜奏騎士となった。ユーマたちを手強いと見たエクセラは「歌」の力で煌竜を従わせようとするが、そのやり方に激怒した煌竜は暴走を起こし、ユーマもまたその奔流の前に正気を失ってしまう。しかし、キリカたち仲間の声が聖印歌に乗って「ユーマ」へと届き、正気を取り戻したユーマは「煌竜の力は仲間たちのために振るう」と強く心を持ち、暴走を鎮めた。その結果、強い心を得たユーマは二度と暴走することは無くなり、また煌竜の真の力を引き出せるようになった。
5章 裏切りの聖譚曲
ユーマが暴走したと聞き、レスティはユーマを危険な存在と見なし刃を向ける。だがこれは、ユーマの覚悟を知るための狂言であった。実はレスティはユーマの母エリーゼの弟子であり、息子のことを託されていた。当初はユーマたちを遠くから見守るつもりだったが、キリカや仲間たちの言葉により仲間として側に立つことに。その後、世界竜のドラゴンソウルの在り処を求め、情報を得たユーマたちは霊峰グランシエルを訪れた。そこには冥竜のドラゴンソウルが保管されていたはずだが、既に何者かに持ち去られた後だった。そこで遭遇したジーナスを見て、レスティはその正体を語る。実はジーナスも以前煌竜を宿しており、暴走させた末に村を一つ消滅させてしまっていた。駆けつけたエリーゼはジーナスから煌竜を我が身に移したが、煌竜が宿ったのは身ごもっていたユーマのほうであった。ユーマと交流の魂は密接に交わったため、抜き取ることができなくなってしまった。ジーナスが去った後、ユーマたちはグングニルを駆るベアトリスと遭遇。リンナは冥竜のドラゴンソウルをベアトリスが持ち去ったとして問い詰めるが、彼女も知らないという。グングニルを退けたユーマたちだが、キリカは話し合いによる解決を望んでいた。ベアトリスは今では刻印教会の人間だが、元々はウェルラントで暮らすダークエルフであり、キリカとリンナにとって姉のような存在だった。保管されていた竜刃器を盗み出そうとしたことでベアトリスは故郷を追われ、刻印教会へと流れ着いたという。結局ベアトリスも冥竜のドラゴンソウルのことは知らず、両者はそれ以上争うことなく別れた。一方その頃、ゲオルグは密かに手にしていた冥竜のドラゴンソウルをヨアヒムに渡していた。冥竜は煌竜と並ぶ力の持ち主とされ、ゲオルグは冥竜のドラゴンソウルから「竜命剣」を創りだすようにヨアヒムに命じた。
6章 絶対強者の狂詩曲
マルガに戻ったユーマたちは、帝国軍が持つ世界竜のドラゴンソウルを奪取する作戦を開始。リンナの提案に従い、霊峰グランシエルにあるウルフェンシュタイン城へと向かう。ここには今では使われていない隠し通路があるという。だが運悪くユーマたちは雪崩に巻き込まれ散り散りになってしまう。意識を取り戻したソニアの前にゼストが現れる。彼は気絶したままのユーマを殺すと脅しつけ、ソニアを「オレの女にする」と連れ去ってしまう。これはユーマに煌竜の真の力を引き出させるための策であり、始めからユーマを殺すつもりはなかった。人質となったソニアから「最強の力を得ても幸せではない」ことを告げられたゼストは、己の過去を語る。かつてとある国の王子だったゼストは、祖国を刻印教会に滅ぼされてしまった。守れたのは自分の身だけ。このことから強くないとどうにもならないと考え、ゼストは力目当てで刻印教会に入信。「神の血」を飲んだことであっさりと最強の力を手に入れ、団長であるゲオルグすらも凌駕する存在となってしまった。自分の中にある虚しさを埋めるためにゼストは強者との戦いを望んでいた。ユーマたちと対峙したゼストは「絶大なる力」を解放し、本気の闘いを挑む。成長したユーマが持つ煌竜の力に敗れ、ゼストはユーマに対して強い執着を抱くこととなった。それを危惧したレスティはゼストを始末することを提案。しかしソニアは、目先の力ばかりに囚われ「本当の強さ」を知らないゼストに同情し見逃した。マルガに帰還したユーマたちは国王に呼び出され、エクセラが和平を申し込んできたという話を聞かされる。交渉人としてユーマたちはエクセラと接触し、話し合いの場に立つ。実はエクセラの目的は病に侵された皇帝である父親を救うために不老不死を求めていた。刻印教会から煌竜の力を手に入れれば不老不死を獲得できると聞かされ、エクセラは与していたに過ぎなかった。煌竜の力は渡せるものではないとして一度は交戦するが、父を思うエクセラの姿を前にユーマたちは剣を治める。そこでエクセラは信頼の証を立てるべく先に帝国軍をアルフヘイムから撤退させることを約束する。それから煌竜の力について話し合うことを提案する。だが、そこへ現れたゲオルグはエクセラを「皇帝を暗殺した裏切り者」と糾弾。エクセラが皇帝を裏切るはずがなく、真相はゲオルグの謀略によるものだった。刻印教会の目的はかつての大戦で封印された「神」の復活にあり、水面下で動くにはエクセラの存在が邪魔になってきた。ゲオルグは完成させた「竜命剣ギャラルホーン」の力で最強のドラグマキナの一体「水天剣神カリバーン」を操り、ユーマたちにけしかける。辛くもこれを打ち破ったユーマたちだが、もはや戦う余力は残っていなかった。勝ち誇るゲオルグだったが、そんな彼の前にジーナスが立ち塞がる。ゲオルグの相手はジーナスに任せ、ユーマたちは撤退。二人だけになったところでジーナスはゲオルグに取引を持ち掛ける。ゲオルグらが持つ世界竜のドラゴンソウルのエネルギーをもらう代わりに、ジーナスが持つ海竜のドラゴンソウルを渡すというものだった。
7章 妖精たちの哀歌
アストリア城に戻ったユーマはアルベール王に事の経緯と煌竜から教えられた内容を説明する。「神」が復活すれば終末禍（カタストロフ）が起こり、世界中を疫病や災害、魔物が襲い、人間が住めない世界になる。ユーマは「神」の復活を阻止するべくアルベール王に協力を要請。アルベール王は「以前とは立場が逆になってしまった」と笑いつつこれを快諾。レスティもまたウェルラント王国も協力を惜しまないと約束した。ゲオルグの動向を探るべくユーマたちは帝国二大拠点の一つガラル城塞跡を訪れる。だが先行して侵入していたエクセラとベアトリスが帝国軍に見つかってしまい、一転して騒ぎとなる。エクセラは父の仇討ちを果たすべくゲオルグを狙っていたが、逆に帝国軍に包囲されてしまう。それを見咎めたユーマたちはエクセラとベアトリスを助け、ラドラム地下空洞まで撤退。一息ついたところでベアトリスはキリカとリンナに「裏切り者」にされた過去を語る。盗賊が竜刃器を盗み出そうとしていたのを見咎めたベアトリスは阻止しようとしたが、盗賊には逃げられてしまい、駆けつけたエルフたちから彼女が竜刃器を盗み出そうとしていたと誤解を受けてしまった。自暴自棄になったベアトリスはキリカたちには何も告げずに姿を消し、現在に至る。その話を聞いたキリカとリンナはベアトリスに対する負の感情を氷解させ、3人は和解を果たす。直後、ゲオルグの凶刃がエクセラに襲いかかる。咄嗟に庇ったベアトリスは致命傷を負ってしまう。さらにユーマたちの前に皇女の三本槍（トリシューラ、ゲイボルグ、グングニル）が立ち塞がる。彼らはゲオルグが持つギャラルホーンによって操られていたが、エクセラの呼び声に応えて洗脳を打ち破る。そしてベアトリスと三本槍の命と引き換えにした同時攻撃によりゲオルグは消し飛んだ。態勢を立て直したユーマたちは再度ガラル城塞跡へ向かう。アグナムとレスティが帝国軍を惹きつけている間にユーマたちは深部へと乗り込み、ヨアヒムから情報を聞き出そうとする。だがそこへ最後にして最強のドラグマキナ「魔剣竜王ダーンスレイブ」が立ち塞がる。これを打ち倒したユーマたちの前に再びゲオルグが姿を現す。彼は「超回復」という異能（スティグマ）を得ており、ベアトリスたちの攻撃を受けながらも生き延びていた。どれだけダメージを与えてもゲオルグを倒すことはできず、さらにはギャラルホーン（冥竜）の力により大幅なパワーアップを果たしていた。対抗策がないとしてユーマたちは一旦撤退することに。ユーマたちが去った後、ゼストは自分が「神の座」につくと告げ、ゲオルグから強奪同然にギャラルホーンを譲渡させた。実は本来なら「神」との適合率が高いゼストが「神」となるはずだったが、その権利をゲオルグに譲り、彼が「神」となったら自分と戦うという契約をしていた。だが、今のゼストにとってどうしても勝ちたい相手はユーマたちだったため契約を反故にした。ヨアヒムは喜んでゼストを支援するが、「自分こそが神に相応しい」とゲオルグは主張。その思想は危険だとヨアヒムから糾弾されたゲオルグは逆上し、ヨアヒムを手にかけてしまう。
8章 七色に煌めく協奏曲
ギャラルホーンを手にしたゼストは帝国軍を撤退させるという条件でユーマたちをスリーピーホロウへ呼び出し、最後の勝負を挑む。ギャラルホーンに宿った陸竜、海竜、空竜、冥竜のドラゴンソウルの力を得たゼストは「魔装竜王グレアム」となってユーマたちと死闘を演じるが、「最強の力」をもってしてもユーマたちの「本当の強さ」は超えられず、敗北を喫した。最期にゼストはユーマが持つ強さを認め、ソニアの提唱する「本当の強さ」こそ自分に欠けていたものだったと受け入れた。そして「本当に強くなったら」ジーナスとも戦いという想いを胸に消え去った。だが、そこへまたしてもゲオルグが急襲。ゼストとの戦いで疲弊していた状態では太刀打ちできず、ユーマは煌竜の力を奪われてしまった。力を失ったことで煌竜は意識を保てなくなり、ユーマは変身能力を失ってしまう。こうしてギャラルホーンを取り戻したゲオルグは何かに導かれるように煌竜の力まで手に入れ、「神」の封印を解くべくロストガーデンにある「封神の扉」へと向かう。「神」の復活まであと一歩と言うところでゲオルグはジーナスに阻まれる。ジーナスは数えきれないくらいゲオルグを斬り殺したが、「超回復」の前に持久戦を強いられ深手を負ってしまった。ゲオルグを追ってきたユーマたちを見たジーナスは、体内にあるドラゴンソウルの力をすべてユーマに渡し、煌竜を復活させ「神」との決着を託した。ユーマたちを前にゲオルグは「神」の正体を語る。それはかつてハイエルフの高度文明が生み出した魔導工学技術の結晶「竜エネルギー精製システム」であった。聖印歌でドラゴンと心を交わすのではなく、機械の力を用いて効率よくドラゴンを従えるというものであった。これと合一したゲオルグは「魔装神竜ザルバード」と化し、ユーマたちは「神」と最後の一戦を繰り広げる。しかし「超回復」の力の前にまたもや劣勢を強いられ、ユーマは煌竜の力を完全に開放する。完全体となった煌竜はその強大な一撃を以て「神」を、ゲオルグを跡形もなく完全に消滅させた。しかし、煌竜が完全体になればユーマの魂が飲み込まれて消滅するという危険性があった。それを承知で力を使ったユーマだが、煌竜は先に自分が消滅することでユーマを救おうとする。散り行く煌竜は最後に、唯一生き残った世界竜としてユーマたち人間の未来を守りたかったと語った。
後日譚
「神」は消え去り、煌竜もまた姿を消した。そんなある日、ユーマたちはアストリアに向けて巨大な「星」が落下を始めているという話を聞く。これは「凶星」と呼ばれるもので、アルフリーデが持つグリモワール内の歪みが引き起こした結果だという。世界の命運をかけてユーマたちは再び竜刃器を手に取る。そこへ事情を聴いたエクセラとジーナスも駆けつける。歪みを消すべくユーマたちはグリモワール内に潜るが、そこで彼らを待っていたのは「世界の意思の代弁者」を名乗る「歪みの意思」であった。彼の意思は、世界は滅びを望んでいるとして「凶星」を引き起こしていた。しかしユーマは真っ向から否定。そこで歪みの意思は世界中に散っていた煌竜の力を集め、歪みそのものとして再生、試練として仕向けた。実は煌竜は消滅したのではなく、魂が世界中に散ってしまい姿を保てなくなっていただけだった。戦うことに迷いを見せるユーマに煌竜は容赦なく攻撃を加える。竜奏騎士たちと死闘の末に煌竜は敗北。ユーマの成長を見れたことを喜びながら消えて行った。こうして歪みの意思諸共「凶星」は消え去り、再び世界は救われた。ユーマは煌竜が生きていたことを知り、またいつか逢えると考え、新たな戦いへと向かった。

## 登場人物
身長などはビジュアル設定資料集から記載。

### 竜奏騎士団（パーティーメンバー）
シャイニングマガジンの紹介順に掲載。ゲーム版と小説版ではキャラクターの言動や雰囲気が異なる。
ユーマ・イルバーン
声 - 島﨑信長
「竜の心を持つ少年」。クラス：剣士。武器：龍鳴剣 ヴァンデルホーン。主要魔法：－。身長：174cm。種族：ハーフエルフ
本作の男性主人公。人間の父親とエルフの母親のハーフエルフで耳の先端がやや尖っている。伝説とされる「煌竜」の魂をその身に宿しており、人と竜の二つの姿を持つ少年。世界に強い影響を及ぼす竜の力を封じ、その力を隠すために、ヒューマノイド体の姿で世を忍びながら暮らしていた。竜の力を狙う帝国軍にその存在を知られ、捕えられてしまうが、「竜奏騎士（ドラグナー）」と呼ばれる、竜の力を操る戦士たちに救い出され、アストリア王国の保護下で「竜奏騎士」たちに協力することになる。永く世俗と関わりを絶っており、やや消極的な性格で、他者に選択を委ねる傾向が強い。しかし、仲間たちとの心の触れ合いを通して、彼自身も成長していく。人と竜、二つの運命に葛藤しながらも、その答えを見つけ、やがて自ら戦いに身を投じるようになる。竜の力の一部を具現化した剣、「龍鳴剣 ヴァンデルホーン」を武器に戦い、大剣による威力の高い斬撃攻撃を得意とする。竜の姿に変身する時には、この剣が媒介となる。幼いころ傷を負って倒れていたところを助けてくれた、ひとりの「少女」を探している。
母親が亡くなってからはアルフヘイムの辺境にあるエルフの村に移り住み、「煌竜を宿した者」として大切に扱われてきたが、同時に恐れられてもいたため深く関わろうとする者はおらず孤独の中で育った。こっそりと村を抜け出しては煌竜に変身して寂しさを紛らわせていたが、ある時モンスターと遭遇してしまい、煌竜の力が暴走。周囲一帯は焦土と化し、ユーマ自身も煌竜の姿のまま重症となってしまった。そこを名前も知らない「少女」に助けられた。その後、帝国軍により囚われの身となり実験体として人体実験を受けていたが、情報を掴んだソニアたちにより救出されることとなった。
これらの過去から煌竜の力を何よりも恐れ、またヨアヒムの人体実験で苦しめられたことから「勇気」を失い、ただ流されるままの運命を受け入れるようになってしまった。ユーマが宿す煌竜を引き出すために戦いを仕掛けてきたジーナスからも「ユーマがこれほど臆病でなければここまで追い込む必要はなかった」と言い捨てられてしまう。その後、プリムラをドラゴンから助けたことで感謝され、力を正しく使えば危険はないと考えアルベール王からの申し出を受け力を貸すことを告げる。しかし、その後のゼストとの初戦では惨敗を喫し、一人戦うソニアが殺されそうになったのを見て恐慌状態に陥り再び暴走。そんなユーマを見て「ひとりでは力も引き出せない」と称しゼストは興味を無くして立ち去る。しかし、ユーマの暴走は止まらず周囲一帯を破壊し尽くしかけたがソニアの声によって己を取り戻し暴走を抑え込んだ。このことはキリカにも大きな影響を与えた。
ソニアや仲間たち、マルガの人々との触れ合いの中で「勇気」を持ち始め、大切な人たちを守るために戦うことを決意する。
その後、エクセラがマルガに侵攻した際に彼女の聖印歌によって使役させられそうになるが、歌で竜を操ろうとするやり口にユーマと煌竜は激昂。煌竜の力が暴走を引き起こしてしまうが、キリカと仲間たちの思いを乗せた聖印歌がユーマを正気に返し、上述のように仲間たちを守るという勇気によって怒り狂う煌竜の力を制御することに成功。以後は暴走することもなく、また第二形態（覚醒体）に変身が可能となり（不完全の状態だが）煌竜の真の力を引き出せるようになった。
ユーマの本気を出させるための策としてゼストによってソニアが誘拐された時は、以前のような臆病さは見せることなくゼストを破り勝利する。以後は彼から強い執着を抱かれライバルとして見られるようになる。最終章では竜命剣ギャラルホーンと世界竜たちの力により「最強の力」を得たゼストと死闘を演じ、「仲間たちのための振るう力」によって打ち破った。しかし疲弊していたところをゲオルグに急襲され、煌竜の力を奪われてしまう。切り札とも言うべき力を失ったが、それでも諦めることなくゲオルグを倒すため最終決戦の地・幻影塔ジグラートへと向かう。道中でジーナスの助力により煌竜の意識を呼び戻すことに成功。今まで通り力を使えるようになり、ゲオルグとの最終決戦に打ち勝ち、煌竜完全体へと至り、「神」と同化したゲオルグを滅ぼした。
しかし、煌竜が完全体のままでいるとユーマの魂が吸収され消滅してしまうという危険性があった。そこで煌竜は自分が先に消えることでユーマを救おうとする。別れ際にユーマたちの未来を守りたかったことを告げられ、ユーマと煌竜は分離した。ただしヴァンデルホーン自体はユーマの力として残っているため、トランスフォームができなくなっただけで技はこれまで通り使用が可能。
後日談の追加ストーリーでは「歪み」を祓うために仲間たちと奮闘することとなる。最後の敵として現れたのは、歪みそのものとして復活した煌竜だった。実は煌竜は死んではおらず、世界中に力が散ってしまい復元できない状態であった。仲間たちと力を合わせこれに勝利する。煌竜を倒したことで不器用ながらもジーナスから気遣われたが、ユーマ自身は落ち込んでおらず「煌竜は死んだわけじゃない。だからいつかまた会える」と考えていた。この関係から後日談を描いたダウンロードコンテンツ内のダンジョンでは、煌竜に変身することができなくなる。
なお、煌竜を宿していたジーナスはその力の影響により身体能力の強化と老いのない時間を手にしたが、ユーマに関しては触れられていないため不明。
ユーマを救った「少女」に関しては、エンディングを迎えた女性によって異なる。ただしダウンロードコンテンツの購入が必須となっている。
ダウンロードコンテンツの購入イベントでは、パーティーの女性陣からバレンタインのチョコを用意されるなどモテモテであることが語られている。
『ファミ通』で連載されていた短編小説では、ヨアヒムの人体実験で苦しめられ生きることに対し希薄になっているユーマが描かれた。監獄塔の外を散歩している際、眠っているマリオンに気づかず近づいたユーマはエトに押し倒されており、この出会いを通じてユーマは双子と知り合った（マリオンの姿自体はその前に見かけている）。ユーマと双子が出会ったのはヨアヒムの策であり、マリオンに流し込まれた竜の血に煌竜が反応するか確かめるためであった。その後、ユーマはマリオンが奏でるオルガンの音色と歌声に「安らぎ」を覚え、「自分は不幸で可哀想な人間」「誰かに愛してほしい」という隠していた感情が湧き上がり、もがいた末に意識を手放してしまった。
『リフレイン』付属のドラマCDでは、極度にガチャにハマっており全財産をつぎ込みかけないほどの中毒だと判明。あまりの有様にユーマのお小遣いは騎士団で管理するということになり、ショックを受けたユーマは自分の趣味をまったく理解してくれないヒロインたちに対し嘆き悲しんでいた。また別の話では料理当番を面倒くさがり、ジーナスやゼストを巻き込んで料理対決を行わせ押しつけた。
『BLADE ARCUS Rebellion from Shining』にも登場。
煌竜 プログレス体
「未熟な伝説のドラゴン」。クラス：ドラゴン。武器：角＆爪。主要魔法：ブレス攻撃。
ユーマのもう一つの姿。ユーマは自身の竜の力を恐れており、「煌竜」の力を完全に使いこなすことができない。プログレス体は「半覚醒」といえる状態で、かつての雄々しき姿に比べると、少し弱々しい存在。バトル中はいつでもドラゴンに変身することができる。しかし、一定の制限（MPが半分になる・ダメージを受けすぎるなど）を超えると、その強大な力を制御するのが難しくなり、暴走を引き起こすことも。また変身中はアイテムが使用できなくなる。暴走したプログレス体は敵味方の区別なく襲い掛かるので、パーティが全滅してしまう危険性もある。しかし、“聖印の歌巫女（ディーヴァ・マギカ）”であるキリカが竜奏騎士の奏でる音色とともに唄う聖印歌には、荒れ狂うドラゴンの心を鎮めてユーマの心を取り戻す効果がある。頭部に突き出た角の部分は、仲間たちが持つ「竜刃器（アルモニクス）」の音を受信する、感覚器官になっている。
5章からは上述のように真の力を引き出し制御することが可能となったため、暴走することはなくなった。
真・煌竜イルバーン
声 - 緑川光
主人公のユーマに宿っている伝説のドラゴン。「世界竜（ユグドラシル）」と呼ばれる希少なドラゴンの生き残り。世界の成り立ちに関わる存在で、人々にその力を狙われる。何かとユーマを気にかけており、幼いユーマに「煌竜の力を使う際は村から遠く離れたほうがいい」としつこく注意したり、「ソニアやキリカを見殺しにして自分だけ助かるのか」など彼が勇気を奮える方向に導いていた。キリカが語った煌竜の伝承（怒りで大地が爆発した、翼の羽ばたきで竜巻を掻き消したなど）の真偽をユーマに問われた時は「まったく覚えがない」と述べている。
過去、戦いにより力を使い果たしたため神を封印するしかできず、引き換えに肉体を失ってしまう。しかし竜奏騎士たちの尽力によって意識だけはこの世界に残り、ジーナスの故郷（ロストガーデン）に眠っていた。しかし意識のままでは封印の維持が上手くできなかったため近くにいたジーナスを依代にする。それから100年ほど経ち、今度はエリーゼの手によってジーナスから胎児だったユーマと合一。生まれたばかりのユーマの魂と密接に交わってしまう状態となった。最終決戦ではユーマの意志によって完全体として復活を果たし、神となったゲオルグを一撃で粉砕し神との因縁に決着をつけた。しかし完全体として復活してしまうとユーマの魂を飲み込み消滅させてしまうという危険性があった。煌竜は自身が先に消滅することでユーマを救おうとし、別れ際にユーマたちの未来を守りたかったことと、神を生み出した人類に失望していたがユーマたちの姿を見て人に希望を持てたことを語った。
ダウンロードコンテンツを購入することでクリア後の後日談にて真の最終ボスとして登場。死んでしまったわけではなく、煌竜を構成する力が世界中に散ってしまった状態だということが判明した。歪みの意志によって再構築され、歪みそのものとしてユーマたちと戦うことになる。煌竜自身もユーマたちとの戦いを望んでいた節があり、戦うことを迷うユーマに問答無用で襲い掛かり戦いの場に引き込んだ。決着後はユーマの成長が見られたことに満足し、歪みと共に消え去った。しかし死んでしまったわけではないとユーマは考え、またきっと会えることを考えていた。
ソニア・ブランシュ
声 - 瀬戸麻沙美
「竜を導く稲妻王女」。クラス：魔法騎士。武器：聖盾剣 ニケア・イギス→龍鱗爪剣 テンペリオン。主要魔法：雷撃系。身長：158cm
本作の女性主人公。アストリア王国再興のために帝国と戦う、勝ち気で男勝りな王女にして公爵。剣の腕は確かで、その性格と持ち前の電光石火の行動力から「アストリアの稲妻王女」と呼ばれ怖れられる。彼女が竜奏騎士たちを率いて、帝国軍の研究施設にとらわれていた伝説のドラゴン「煌竜イルバーン」を助け出すところから物語は始まる。以後、煌竜は彼女の保護下に置かれることになる。王家には代々伝わる竜刃器が存在するが、彼女にはまだ使いこなすことができず、それ故に父王アルベールやキリカに対して劣等感を抱いていた。
細剣を使っての連続攻撃を得意としており、攻撃の手数が多く隙が少ない。敵に密着しての接近戦が得意で、ブレイクアタックを連打できるためスキル次第では大型やボスに対して絶大な効果を発揮する。通常攻撃での火力はユーマに劣るが、ブレイクアタックで強制的にブレイクさせたり、雷フォースで麻痺を与えたり、最終必殺技オーラブレードには強制仰け反り効果（詠唱も中断させる）があるなど「相手を動かさない」立ち回りを得意とする。
物語序盤では何事にも希薄だったユーマを導く存在となり、半ば強引ながら彼を引っ張っていくこととなる。当初は自分の意思をはっきりさせないユーマに対して怒るところもあったが、アルベール王に窘められたこともありすぐにユーマを思いやるようになった。ユーマが暴走した際もキリカの聖印歌ではなく、ソニアの呼びかけが正気を取り戻させることとなり、このことからキリカに「煌竜とユーマは違う」と認識させ、精神的に成長させるに至った。
父が使っていたことから自分も「龍鱗爪剣 テンペリオン」使うことを夢見ていたが、父が再起不能になった今でも使い手に選ばれていない。一方でソニア自身は「今でも私よりお父様の方が強い」と考えている。4章終盤、エクセラが手薄となったマルガに攻した際に父王アルベールが負傷。ソニアは父から「無敵の竜奏騎士はもういない」ことを告げられる。絶対だと思っていた父の現状を受け入れ、「父の後継者」となることを決意。その思いに呼応するように「龍鱗爪剣 テンペリオン」はソニアを認め、こうして彼女は竜奏騎士となった。
物語終盤にてゼスト・グレアムに拉致されユーマの全力を出すための人質として利用されてしまう。その際に彼の過去を聞き、敵対する立場でありながら気にかけていた様子を見せていた。ゼストと決着をつけた後は、最後まで自分を貫いて倒れた彼に「その思いが本当の強さになるはずだった」と同情らしきものを見せていた。ソニアの提唱する「本当の強さ」とは、「仲間を信じる心」「相手を思いやる心」「そしてそれを貫こうとする想いの強さ」を指している。ゼストも最終的にはそれを認めた。
小説版によれば、訓練での経験はあっても「実戦」での経験が無い彼女が戦場に出ることをアルベールに危惧されていた。しかし、アルベールが負傷して戦えなくなった際、ソニアは王族出身の女騎士が身に着けていたという女性用の甲冑と、儀礼用だが実戦でも使える王家伝来の宝剣を宝物庫から持ち出し、自分から父王に騎士叙勲を迫る形で戦場に出ることを認められた。その後、ソニアは協力者として現れたキリカと面会するが、「力を貸してもらう立場」であることに反発。揚げ足を取るような言い方で一方的にキリカを罵倒し怒らせてしまう。それからは互いに張り合うようになったため、アルベールは相互理解を深めてもらうためにうみねこ亭を貸し切りにし、ソニアたちを共同生活させることで今の関係を改善しようと提案。こうしてソニアと竜奏騎士たちはうみねこ亭で過ごすこととなり、ソニアとキリカの仲も人間とエルフの生き方の違いを認めることで改善された。これらの内容はゲーム本編の前日譚に当たる。なお、キリカを罵倒して怒らせたことからもわかるように小説版のソニアは本編と性格・言動が大分異なる。
『ブレードアークス from シャイニング』にもプレイアブルキャラクターとして登場。本作から唯一登場しているが、専用のストーリーはなく対戦モードでしか使用できない。続編『BLADE ARCUS Rebellion from Shining』からストーリーも正式に実装され、同時にユーマ、キリカ、リンナ、エクセラ、ゼストもプレイアブル化し共演することになった。
竜奏騎士のソニア
「黄金の雷撃姫」。武器：龍鱗爪剣 テンペリオン
ロンバルディア帝国軍の策によって手薄となったマルガを守るべく、激闘の果てに最前線から戻ったソニアが再び戦場に立ったアルベール王と遭遇し、長年の憧れであった竜刃器「龍鱗爪剣 テンペリオン」に認められて竜奏騎士へと覚醒した姿。黄金のドレスアーマー「聖竜鎧装」に身を包み、アルベールより受け継いだテンペリオンを振るうその姿は、これまで以上に勇猛果敢で頼もしい存在。第4章終盤からB.A.N.D（演奏中）のみこの姿となることが可能となり、ステータスも上昇する。B.A.N.Dゲージが高ければ高いほどこの姿になった時のステータスも上昇するが、特定のスキルを装着することでゲージの有無にかかわらず常に最大ステータスで変身が可能。また雷系魔法が行使できるようになった。
キリカ・トワ・アルマ
声 - 早見沙織
「古の歌を継ぐ少女」。クラス：歌巫女。武器：龍翼弓 コトノカグラ。主要魔法：神聖魔法。身長：163cm
大自然の精霊力を操る魔法の歌「聖印歌」を受け継ぐエルフ族の「歌巫女」として、特別な能力を持つ少女。近くにいる竜の気配を感じることができる。伝説の竜刃器のひとつ「龍翼弓 コトノカグラ」（ハープ型）の使い手でもある。竜奏騎士としての戦闘能力はまだ未知数で、どちらかというと仲間を癒す方が得意。歌巫女として大切にされて育ったため、箱入り娘的なところがある。人とのコミュニケーションは、あまり得意ではなく、やや冷たい印象を与えるが心根は優しい。歌うのが大好き。ニンジンが大の苦手。転移魔法を使ってマリオンの皿に無理やり押しつけるなどしているが、あっさり見破られた。
当初はユーマと煌竜を同一に考えており、常に彼のことを「煌竜さま」と呼んでいた。しかし煌竜の力が暴走した折、聖印歌では鎮められずソニアの言葉で鎮まったを見て考えを改め始める。自分は歌で煌竜を鎮めようとしたが、ソニアはユーマに呼びかけることで鎮めた。このことから「煌竜さま」と「ユーマ」は別々の存在として考えるようになり、不器用ながらも「ユーマ」のことをもっと知ろうと努力するようになる。その思いは実り、再び煌竜の力が暴走した際は自分と仲間たちの想いを歌にしてユーマに届けることで鎮めることに成功した。以降はユーマを「煌竜様」ではなくユーマ個人として見るようになり、積極的に声をかけたりデートに誘うようになる。
小説版では、ウェルラント王国では「お姫様」のような存在であり、屋敷で一人暮らしをしていることが明かされた。リンナとは「二人で一緒に寝るのは何十年かぶり」とのことで、キリカとリンナも揃って長生きしている模様。キリカは強力な退魔（あるいは浄化）の力を持っており、息を吹きかけただけで邪気を祓ってしまう。そのため呪われたアイテムなどをどこからか押しつけられることもある。またソニアとは出会った当初、お互いの考え方の違いや竜刃器をめぐるライバル意識（ソニア側からほぼ一方的に突っかかってきた）もあって険悪であったが、アルベールの「勅命」でうみねこ亭での共同生活をするようになってから相互理解を進めるにつれて改善された。
『リフレイン』付属のドラマCDでは、レスティとコンビを組んでジーナス＆ゼストのペアと料理対決を行った。しかし、調理中はテンションが異常に上がり慎みがなくなる。たまたま彼女がジーナスの調味料をひっくり返した結果、ゼストのシチューモドキが奇跡的な美味さに変貌し引き分けとなった。
『BLADE ARCUS Rebellion from Shining』にも登場。付属のドラマCD収録の『グランドフィナーレ at うみねこ亭』では、ニンジンを食べると絡み上戸になることが判明した。キリカ自身のニンジン嫌いもあって今までこの体質に気づいていなかった（ただしキリカが子供の頃、リンナは「苦手を克服するために」ニンジンを食べさせているので知っていた。なお、キリカは当時のことを覚えていない）。
リンナ・メイフィールド
声 - 茅野愛衣
「旋風の精霊使い」。クラス：ウィッチ。武器：龍尾棍 トランロッド。主要魔法：風系。身長：161cm
エルフの国「ウェルラント王国」出身の精霊使い。竜奏騎士でありキリカの侍女でもある。伝説の楽器「竜刃器（アルモニクス）」のひとつ「龍尾棍 トランロッド」の使い手。暗い局面でもいつもパーティを明るくする、ムードメーカー的存在。ふわっとした温厚な性格で、表面上は天然キャラのようだが、内面は小悪魔系。口数が減らず生意気な面も持つ。またかなりの策士で割と毒舌。何事にもマイペースな雰囲気だが、重要な局面では誰よりも度胸があり、持ち前の正義感で敵に立ち向かう。歌巫女のキリカを幼い時から支え、見守ってきたため、キリカが心を許せる数少ない存在。ユーマの力をめぐる戦いに、相棒のフロマージュとともに参戦する。「竜奏騎士（ドラグナー）」としての潜在能力は高く、魔法使いとして後方支援に大活躍する。劇中では最大級の魔力を誇る、頼りになる存在。趣味は遺跡巡りとガーデニング（花屋の店番）。
ベアトリス・イルマとは幼馴染であり、リンナとキリカにとって姉に等しい存在だった。しかしイルマが竜刃器を盗み出そうとし、失敗して国外へ逃げたことを知り落胆。彼女の優しさの全てが嘘だったのではないかと悲観するようになり、その心の傷跡は今でも深く残っている。ベアトリスが出奔した真実を知った後、ユーマに対し胸中を明かす。何も言わずに消えてしまったベアトリスのこと考えると悲しみに押し潰されそうだったため、「裏切った」と決めつけることで心の均衡を保っていたことを告げた。ベアトリスに対しては常に口調が一変しており、和解するまでは強い敵愾心を見せている。エクセラが仲間になった後は、彼女のことを弄るようになる。
小説によれば、キリカのお付き兼巫女であり、ウェルラント王国では「お嬢様」に当たるという。「キリカとリンナが一緒に寝るのは何十年かぶり」という記述があり、ソニアたちよりも年齢は高いと思われる。ただし一人前と認められたのは10年前とのこと。小説版ではキリカ以上の巨乳でスタイル抜群、子供に裸を見られても平然と見せつけるような「大人の美女」として描かれている。物語のラストでは可愛い男の子との出会いを求めていた。またレスティに対してわざとキリカとの情事（実際はただのマッサージ）を匂わせるような発言をしてからかっている。
ビジュアル設定資料によれば当初、衣装の下はレオタードだったがゲームには下着として実装された。
『BLADE ARCUS Rebellion from Shining』にも登場。
フロマージュ武蘭（ブラン）
声 - 広橋涼
「音帝片吟（おんていペンギン）」
通称「フロマージュ」。本作におけるマスコット的存在。リンナといつも行動を共にする相棒（使い魔）で音の上級精霊。「〜ですゾ」と語尾につける。戦闘中には的確な助言で仲間を助ける、パーティの頼もしいアドバイザーでもある。音楽にうるさい。着ている衣服は音の上級精霊の服装とのこと。ユーマの発言によれば「男」とのこと。
かつてリンナが遺跡の罠にかかり、絶体絶命のところへ駆けつけ外まで案内したことから友人となる。元々放浪癖があったようで、リンナと出会ったのも何となく遺跡をブラついている時だったという。
リフレイン付属のドラマCDではゼストから「ペンギン」扱いされている。
アグナム・ブレットハート
声 - 宮野真守
「爆音の炎術師」。クラス：魔導士。武器：龍炎杖 イグリュート。主要魔法：爆炎系。身長：185cm
伝説の竜刃器のひとつ「龍炎杖 イグリュート」（ギター型）の使い手。爆炎を自在に操る熱血漢の竜奏騎士。燃えるようなサウンドでバトルステージをライブ会場に変える、まさに音の魔術師。世界を見て周るのが好きな流浪の魔導師で、やんちゃな雰囲気に似合わず面倒見のいい性格。ユーマのよき兄貴分となる。熱血でチャラい印象を与えるが、竜奏騎士としての実力は高い。魔導師だが体力にも自信があり、近接戦闘も得意な前衛魔導師。幽霊が大の苦手。
兄貴分としてユーマのことを気にかけており励ますことが多い。自称「炎の料理人」。言うだけあって料理の腕は確かで、うみねこ亭でシェフの手伝いをすることがある。趣味は放浪で、その延長でアルフヘイムの地図を作製している（本人曰く地図マニア）。あまりにも見事な地図だったのでソニアやバロウズ団長から称賛され、王室つきの顧問として勧誘され困っていた。終盤ではガラル城塞跡に仲間たちを侵入させるべく自ら囮役を買って出るが、生存確率が低いことを見越したレスティが加わり二人で囮役を演じることとなる。たった二人で数千の帝国兵と戦い抜き、全て打ち倒し生還を果たした。
小説版では各国が宮廷魔術師として迎えたがっているほどの実力者として描かれている。大酒飲みであり、ソニアやレスティに報酬として酒を要求することも。レスティの依頼で雪山の地図を作っていたところ、ベイオウルフのパラディンたちと遭遇。撤退戦をしていたところソニアとキリカに助けられ、煌竜を宿した少年がゲイルリッツ監獄に囚われているという噂話を聞かせた。そこでソニアからの頼みでアグナムは守備隊を引きつけるべく単身大暴れする。ここから『シャイニング・レゾナンス』の物語が始まることとなった。
『リフレイン』付属のドラマCDでは、パーティーメンバーの中では唯一登場しなかった。作中では「留守」と語られている。
レスティ・セラ・アルマ
声 - 中村悠一
「氷牙の妖精騎士」。クラス：騎士。武器：龍牙槍 フェングルート。主要魔法：氷雪系魔法。身長：187cm
古の力を守護するエルフの国「ウェルラント王国」の騎士団長。「レスティ騎士団」を率いる。キリカの実の兄で、エルフ族の軍を率いて前線で戦う、歴戦の「竜奏騎士(ドラグナー)」。氷の精霊魔法を駆使した闘技を使い、一族の巫女であるキリカを常に見守る。ユーマという存在が妹、そして世界にとって危険かどうかを見極めようとし、場合によってはユーマの命を断つことすらいとわない様子をみせる。アグナムとは旧知の仲であり悪友。クールな知性派で、常に沈着冷静な判断ができる参謀役として頼りになるが、キリカを大事にしすぎるあまり、兄バカな一面も。実力は高く自身の槍術と「レスティ騎士団」の面々の弓術の連携攻撃はゼストを足止めさせたほど。
サブイベントでは「妹を悲しませたらユーマを殺す」「ユーマがキリカの恋人になったら喜ぶべきか、それとも殺すべきか」と兄バカを発揮している。
実はユーマの母エリーゼの弟子であり、息子と煌竜のことを頼まれていた。かなり過酷な修行を積まされたらしく今でもトラウマとしてここに刻み付けられている。当初は使命に従ってユーマを見守っていたが、次第に弟のように思うようになる。終盤のイベントでは敵の注意を引き付けるべく、アグナムと共に囮となり数千の帝国兵と戦い抜き生還を果たした。
『リフレイン』にて追加されたサブイベントでは、ジーナスから「フェングルートの音色がエリーゼに似てきた」と称されている
『リフレイン』付属のドラマCDでは、キリカとコンビを組んでジーナス＆ゼストと料理対決を繰り広げる。子供の頃から王宮の厨房に出入りしていたため料理が非常に得意（板前スタイル）。
マリオン・ル・シーラ
声 - 沢城みゆき
「刻印教会のマーダードール」。クラス：魔砲銃騎士。武器：魔動砲 ディバインカノン。主要魔法：回復＆補助魔法。性別：女。身長：152cm
刻印教会特務騎士団「ベイオウルフ」に所属する美少年騎士。教会の秘術によって生み出された生体実験兵器の一体で、任務を冷徹に執行する殺戮専門の狙撃手。眼帯に覆われた右目は青色だが、金色の左目は移植された竜の魔眼であり、魔力で作動する重火器を自在に操って「竜奏騎士」たちに襲い掛かる。幼い見た目に反して、恐るべき怪力と破壊力を持つ戦闘人形。ヨアヒムの精神支配を受けている影響か、一つの体にマリオンとエトという二つの人格がせめぎ合っている。エトが兄でマリオンが妹。主人公ユーマは、研究施設に捕えられていた時に彼らに出会っていた。
実は女性でボクっ娘。元はエトとマリオンと名付けられた双子の兄妹で、瓜二つの容姿を持つ他精神的にも結びつきが強く、互いに心が通じ合う感性の持ち主であり、1人称も兄妹そろって「ボク（兄は「僕」）」であった。ユーマがソニアたちに助け出される以前、ヨアヒムの手でエトに対する竜の魔眼を移植する実験が行われるが、実験に耐えられずにエトは死亡。その直後、この様子を覗き見していたマリオンはヨアヒムによって、エトに移植された魔眼を移植される。エトを失ったショックないし、魔眼に宿っていたエトの人格によって2重人格化する兆候が表れ、これをヨアヒムが精神支配（スティグマの力）するべく利用した結果元来の肉体はマリオンながらも、主人格はエトとなる。しかし、完全ではなかったようでヨアヒムによる調整を必要としていたが、マリオンの人格が表面に出ていた時の助けを求める声に彼女を救おうと決意したユーマや、彼に賛同したソニアたちがゲイルリッツ監獄へと乗り込み、ヨアヒムを一蹴してマリオンの身柄を確保する。この時、エトの死を認めたくない想いからユーマに抵抗するものの、最後にはエトの死を受け入れ、ユーマたちと共にいることを選んだ。以降は服装をスカートに変え、一人称も「ボク」で固定される。
双子の兄であるエトがヨアヒムに殺された際は、その真実を受け入れられず錯乱してしまい、そこをヨアヒムに捕まり魔眼を移植された。魔眼にエトの人格が宿っていたのか、それとも錯乱した精神がエトの人格を生んだのか定かではないが、マリオンは二重人格となってしまう。これに目をつけたヨアヒムは自らの洗脳能力を用いてマリオンを「エト」として使役し「人形」とした。しかしユーマの持つ煌竜の力によって魔眼は封じ込められ、洗脳が溶けたことでエトの死を受け入れ、以後は「悲しみの連鎖」を断ち切るべくユーマたちに恩返しもかねて協力することに。その想いに呼応するように「龍眼砲 バルモニウム」は彼女を竜奏騎士として選んだ。
竜奏騎士のマリオン
「魔眼の弾き手」。武器：龍眼砲 バルモニウム
ユーマたちに救出されたマリオンがマルガに到着した直後、扱える竜奏騎士が不在だった竜刃器「龍眼砲 バルモニウム」が共鳴を始め、これに気付いたアルベール王とバロウズ団長がマリオンをアストリア城へと呼び出し、マリオンが竜奏騎士としてバルモニウムから認められたのを確認してから、アルベール王から助力を頼まれたマリオンはこれが自分を助けてくれたユーマたちへの恩返しともなると考え、受諾。これを機にエトを失った過去に見切りをつけるべく、少年的な服装を性別相当な少女らしいものへとアレンジし、右目の眼帯も外した。
ヨアヒムによる魔眼を初めとする生体実験の影響で、優れた身体能力を持っているが苦痛や恐怖を伴う実験から解放されたことからこれらをユーマたちと共闘する上で使うことを躊躇わない。ただし、普段は身体能力にリミッターを掛け、戦闘時のみに使うようにしている。一方で魔眼の影響か視力は常人以上の水準にあり、敵の方位や距離を正確に測れる。加えて味覚も鋭敏で、口にした料理の調味料や隠し味も見分けられる。
ジーナス・アイオーン
声 - 神谷浩史
「孤高のドラゴンスレイヤー」。クラス：ソードマスター。武器：神刀 スサノオ。主要技：聖刻一刀流剣術。身長：184cm
ユーマの前に立ちふさがる、伝説の竜をも一刀のもとに切り捨てる、神がかった力をもつ剣士。どの勢力にも属さず、ドラゴンを狩り続ける孤高の存在で、敵なのか味方なのか、その行動の真意は謎に包まれている。使役するドラゴンがことごとく倒されていることから、帝国軍はジーナスを「竜に仇なすもの」と呼び、警戒している。ユーマとは大きな宿命でつながっており、物語の鍵を握る人物。秘密裏にユーマたちやゲオルグたちと接触し、取引やアドバイスを行い、「最後の歌」を手に入れ「真理」に至るべく暗躍する。彼の言う「真理」とは全ての竜奏騎士と聖印歌の巫女よって奏でられる「最後の歌」によって「終末禍」を完全に消し去ること。かつての悲劇を二度と繰り返させないのを目的としていた。ドラゴンを倒していたのも「ドラゴンソウルのエネルギー」を集め、緊急時に備えて「神」の再封印を行うためであったが、ユーマの中に眠る煌竜を復活させるために使用し、ゲオルグとの決着を彼らに託した。
実はユーマの前に煌竜を宿した人物であり、その作用のため100年以上も年を取ることなく生き続けていた。超人的な強さも煌竜の力そのものが体に残っているからであり、胸を剣で貫かれても致命傷にはならない（動けないくらいのダメージにはなる）。ただし作中では煌竜を宿す以前から凄腕の剣士であったことが示唆されており、当時から「孤高」であり「孤独」だったという。作中屈指の実力者であり、ギャラルホーンを手にしたゲオルグを「数え切れないほど斬った」と述べている。
本編が始まる以前からアグナムとは顔見知りであり、遺跡の調査中に罠に囲まれた彼を助けたのが出会いの始まり。アグナムの作る料理を口にしたことから話をするようになり、会うたびに彼の手料理を口にしては「馳走になった」と感謝していた。
クリア後の追加シナリオでは、ジーナスの過去が明かされる。煌竜の力を振るう相手を求めて故郷を襲っていたモンスターたちを倒していたところ、救世主とあがめられるようになり、ジーナスもそれを当然と考えるようになった。だが終末禍の影響により村人たちは短命となってしまい、世代が代わるのも早く、ジーナスのことを知らない人々はバケモノと恐れるようになっていった（老いることもなければ病にも罹らず、強大な力を持つことから異質な存在と見られていた）。
しかし村長の息子である少年だけは彼に憧れ慕っていた。始めは鬱陶しいと思っていたジーナスだが、少年の純真さに荒んだ心を絆されていった。ところが少年は終末禍の影響により病に侵されており、事実を知ったジーナスは村人たちを避難させるべく村を捨てることを提案するが、彼を信じる者は皆無だった。せめて少年だけでもと事情を話し連れて行こうとしたが、首を縦に振らなかったため無理やりにでも連れ出そうとする。それを見咎めた村長に「少年を誘拐しようとしている」と誤解され追われる身となってしまう。
村人の凶刃からジーナスを庇い、少年は死亡。その怒りと悲しみにより煌竜の力が暴走し、ジーナスは故郷を滅ぼしてしまった。やがてその場所は「ロストガーデン」と呼ばれるようになった。ジーナスが常に身に着けているペンダントは、少年の形見である。
DLCでは、これらの出来事で記憶を閉ざしたことと「歪み」の影響によって「自分が少年を殺した」と記憶を改変されていたことが判明する。「終末禍」を止めることにこだわっていたのも少年の最期の言葉である「この悲しい世界を終末禍から救って」が理由だった。閉ざした記憶を思い出させたのは、少年が死に際に遺した「僕はジーナスを信じている。だからジーナスも自分を信じて」という言葉と同じ意味のものをユーマが口にしたからだった。当時の自分を振り返ったジーナスは「強大な力を手に入れて驕り高ぶっていた。村を守るためよりも自分自身のために戦うという想いが強かった」「皆を信頼し、皆のために戦っていれば心が行き違うことはなく、悲劇は起こらなかった」と語り、二度と悲しみの生まれる世界にしないようにユーマたちと共にこの世界を守ることを誓った。追加シナリオでは滅亡の危機に瀕したアストリア王国を守るべくエクセラと共にユーマたちに合流する。
クセの強い仲間たちの中では珍しく一貫してクールであり、コメディパートには基本的に絡んでこない。しかし一緒に温泉についてきたり、アルベール王から「勉強会」を提案された時は「俺には関係ない」と真っ先に逃げようとするなど「孤独」さから脱しつつある。
本編クリア後、ダウンロードコンテンツを購入することで仲間になる。ユーマとの会話イベントなど固有イベントは発生しない。ただしPS4版からは追加されている。
PS4版ではリフレインシステムにより2章からエクセラと共にPTメンバーに加入する。ストーリーに変化は一切ないが、街中に姿を見せるようになるので話しかけるとイベントや選択肢などが発生する。デートイベントを勧めるとユーマから「僕にとってジーナスは最強の剣士」と言われ、師弟関係を築き上げる。しかしジーナスはユーマを相棒にと望み、次第に頼るようになっていく。またマルガの子供たちからも「師匠」として好かれるようになり、ユーマの後押しもあって不器用ながらも子供たちに「師」として接するようになっていく。マルチエンディングの相手を彼に選んだ場合、ジーナスからもらえるシジルを所持していないと自身が「未来のジーナス」の想いから生まれた存在であることを明かし、消滅してしまう。シジルを所持した状態でエンディングを迎えれば、自分の力を人助けに役立てたいとユーマを相棒に伴って世界中を回る旅に出る。その場合は正体を語らない。このためジーナスが二人いるというややこしいことになっているが、味方のジーナスと敵のジーナスとでは態度が異なる（二人称が「貴様」が敵、「お前」が味方である）。
『リフレイン』付属のドラマCDでは、ユーマの中にいる煌竜と戦うべくゼストがマルガに来訪。今二人を接触させると街中で煌竜が暴走する危険性があると考え、ジーナス自らゼストと対峙する。そこへ現れたユーマに誘われるまま料理対決に参加し、ゼストとコンビを組んでアルマ兄妹と勝負することになった。「遠い昔、小さな島で一件だけ営業するパン屋に世話なった」ことからパン作りが得意になったため、パンに対する異常なこだわりを見せ、ゼストを振り回した。しかし、ゼストが作ったシチューが非常に不味かった（作り方を知らなかった）ことから互いに怒って仲間割れを始める。互いに調理器具で戦うというシュールな光景を繰り広げた。
味方側のメンバーの中では小説版に唯一登場していない。
エクセラ・ノア・アウラ
声 - 水樹奈々
「神曲の竜騎士姫」。クラス：ドラゴンマスター。武器：龍吼魔笛 グラビネット。主要技：超重力魔法。身長：162cm
17歳。帝国の皇女にして公爵、竜騎士の頂点であるドラゴンマスター。竜を使役する、敵側の「歌巫女」かつ「七つ目の竜刃器」の使い手として主人公たちの前に現れる。歌巫女」と、「竜奏騎士」としての力を使って、古の時代に造られた「ドラグマキナ」という、竜の姿をした人造兵器を配下にしている。彼女に忠誠を誓った三匹の竜は「皇女の三本槍」と呼ばれ、常に付き従う。帝国軍の大将軍として正規軍を指揮する立場にあり、刻印教会特務騎士団「ベイオウルフ」の手を借りて、伝説の煌竜であるユーマを手中におさめるために行動する。しかし、ユーマとの衝撃的な出会いが、彼女の運命の歯車を狂わせていく。その気高く美しい立ち振る舞いと、かつてその力で帝国の内乱を沈めた実力もあいまって、帝国臣民の人気が高い。
彼女が本国を離れてアルフヘイム島の最前線へ向かったのは、この地の不可思議な現象を調査すれば「不老不死」の術を手に入れ、聡明な頭脳を持ちながらも肺病に苦しむ父帝ジグモント二世を救う術が見つかるという希望、そして自身にとっては竜以外で唯一親しい存在であった父を失い孤独に陥ることへの恐怖が根底にあった。
物語終盤ではゲオルグとヨアヒムの動向に不審を抱き、ベアトリスと共に密かにユーマたちと取引を行い、協力を取りつけるのを条件に軍を撤退させることを提案。しかし裏切りに気づいたゲオルグに見咎められ、皇帝暗殺の濡れ衣を着せられ大罪人として帝国から追われる身となってしまう。ドラグマキナたちもゲオルグに操られ、地位も味方も、そして何より最愛の父を殺したゲオルグへの復讐のため行動するようになる。唯一味方となったベアトリスを伴ってゲオルグのもとへ向かうが逆に窮地に陥る。そこをユーマたちに救われ和解するが、ゲオルグの急襲によりベアトリスは致命傷を負ってしまう。皇女の三本槍も敵として表れたが、エクセラと彼らの絆が洗脳を打ち破り、ベアトリスとドラグマキナの捨て身の攻撃によりゲオルグは撃退された。しかし彼らを止めようとしたエクセラは攻撃の爆発に巻き込まれ重傷を負ってしまい、ユーマたちに保護されることとなった。以後は亡命者としてアストリア王家に保護され、償いのため帝国に滅ぼされた村の復興を支援している。
本編クリア後、ダウンロードコンテンツを購入することで仲間になる。コメディパートではリンナにからかわれたり、ソニアが持ってきた奇妙な依頼に巻き込まれたりと苦労が絶えない。鎧の下はスレンダーな体型。デートイベントなど固有イベントは発生しない。
PS4版ではリフレインシステムにより2章からジーナスと共にPTメンバーに加入する。ストーリーに変化は一切ないが、街中に姿を見せるようになるので話しかけるとイベントや選択肢などが発生する。仲間になっている関係上、ライブラリで彼女の詳細を窺うことができる。デートイベントを勧めると互いに素直になり始め、恋人同然の関係となっていく。マルチエンディングの相手をエクセラに選んだ場合、彼女からもらえるシジルを所持していなければ自分は「未来のエクセラ」の想い（ユーマと最初から共に在りたかった）から生まれた存在だということを告げ、消滅してしまう。シジルを所持したままなら正体は告げず、ユーマと共に生きることになる。2章からPTに加入する関係上、コスチュームを変えると敵側のエクセラにも反映されるため、シリアスなイベント中でも水着だったりしてしまう。
小説版では国民から人気があり、ドラグマキナたちのことも可愛がるなど穏やかな反面、予知能力を持った少年を拉致同然に連れ去ったり、預言内容が気に食わないという理由で「城から叩き出せ！」と兵に命じるなど自分勝手で寛容さに欠けた振る舞いが見られた。
『リフレイン』付属のドラマCDでは、夜宴の席でゼストと出会っていたことが判明。パーティーでのゼストの立ち振る舞いから彼が貴族階級以上の出身であることを見抜いていた。また互いに「利用する者とされる者」の立場にあったことからか似たような性格（遠回しに相手を気遣う）であることが明かされた。そのことを指摘し合い、気持ちよく別れた後、エクセラは皇女としての務めに戻って行った。
『BLADE ARCUS Rebellion from Shining』にも登場。こちらは「未来のエクセラ」がいかにして過去を訪れ、シジルによってもう一人の自分を生み出したのかが抽象的に描かれている。またドラマCDではアルベール王と相談して停戦協定を進めており、いい方向でまとまりそうだとのこと。

### アストリア王国
かつて人と神が戦った地アルフヘイムに王国を築いた者たちの末裔。10年ほど前から帝国による侵攻を受け、同盟国であるウェルラント王国の力を借りて抗戦している。
アルベール王
声 - 田中秀幸
ソニアの父で、アストリア王国を治める王。フルネームはアルベール・ブランシュ。常に民を思いやる優しく聡明な人物で、国民の信頼も厚い。ソニアは、偉大な父を尊敬し、あこがれている。かつては王国に伝わる龍刃器「龍鱗爪剣 テンペリオン」を愛剣として振るう勇名をはせた「竜奏騎士」であり「雷光の竜剣士」と呼ばれていた。小国に過ぎないアストリアが帝国の侵攻に10年も抗えたのは、アルベールの存在が大きい。その実力はバロウズを以ってしても「一度も勝てたことがない」というほど。バロウズとは若い頃に「真の騎士道を求めて」世界各地を旅した仲。しかし数年前の戦で負傷し、現在は前線を退いている（ただし小説版では、ごく最近負傷しており、本編とは矛盾する）。竜の力を宿したユーマの存在を知り、協力を得ようとソニアを救出に向かわせた。
ユーマや竜奏騎士一同、果てはアストニア・ウェルラント両国軍を最前線へ引き付けてから、手薄になったマルガに迫ったエクセラから降伏勧告を受けるも、マルガを守るため、何よりユーマやソニアの帰還を信じて降伏勧告を跳ね除け、無理を承知で再びテンペリオンを纏ってエクセラと刃を交える。そして重傷を負うも自分が信じていた通りにソニアがテンペリオンに認められ、竜奏騎士となったのを見て安心しながら意識不明となるが、幸いにも一命は取り留めた。
普段は隠しているが実はかなりの親バカ。また番外編のイベントでは突拍子もないことを言いだして周囲を困らせるお茶目な一面も。
バロウズ団長
声 - 石塚運昇
アストリア王国の騎士団長を務める、豪放な性格の武人。アルベール王の右腕といえる人物で、民を守るために騎士団を率いて帝国軍と戦い続けている歴戦の騎士。ソニアの剣の師で、エマの伯父でもある。竜の力を恐れて積極的な協力を拒むユーマに対して、もどかしさを感じている。後にユーマの活躍と決意を知り、みくびっていたことを詫びた（街中で話しかけないと聞けない）。
エクセラ率いる軍勢がマルガに迫った際には自らも残っていた騎士団の兵を率いてアルベール王と共に徹底抗戦し、激戦の末重傷を負うも一命を取り留めた。
かつてはアルベール王と世界を旅した仲間であり、二人で秘宝を探し求めてモンスターの群れと戦うなどかなりの無茶をしていた。幼少期のソニアが帝国に連れ去られた際は単身で敵陣に切り込み、数千の兵士とモンスターを蹴散らして救出したという逸話がある。この時にソニアはバロウズを尊敬するようになり「大きくなったら弟子になる」と誓ったという。ただしこれらの話は壮大過ぎてユーマには話半分程度にしか信じてもらえなかったが、全て実話である。そのため相当な実力者としてユーマに見られたが、バロウズがいくら挑んでもアルベール王には敵わなかったという。
サブイベントではたびたびうみねこ亭を訪れ、エマやプリムラの顔を見に来ており、ユーマやソニアともよく話している。特にユーマに昔話をする時は長い上に熱が入ってノリノリ。
作中で戦闘シーンは描かれないが、ビジュアル設定資料集や公式サイトのイラストなどでは右手にロングソード、左手に大きな盾を持っている。また10年前、帝国軍に捕らわれたソニアを単身救出に向かった際には馬上での戦闘でポールアックスを振るっていたと話している。

#### 海桜都市マルガの住人
エマ
声 - 山崎和佳奈
うみねこ亭宿主。うみねこ亭はユーマたちがお世話になる宿屋であり拠点でもある。エマに話しかけて休むことにより、パーティのＨＰとＭＰを回復できる。バロウズ団長の姪だけあって超人的な身体能力の持ち主であり、ユーマやアグナムが根を上げる大掃除をほとんど一人でこなしてしまう。
10年前、まだ少女だった頃、帝国との戦いに従軍看護師として参加したことがある。その時に馬車の横転事故で怪我をしたプリムラの母親を手当てするが、ほどなくして彼女は息を引き取った。死の直前、プリムラのことを頼まれ、悩みに悩みんでバロウズに相談し、どんな決断をしたとしても必ず支えると励まされ、プリムラの笑顔を見たことで「母親」になる決意をした。
プリムラ
声 - 照井春佳
うみねこ亭の看板娘。戦災孤児のエルフの少女だったが、エマに拾われ養女になった。エマを支えるべく頑張っており、彼女の料理の修行ための依頼をお願いされることがある。義理の伯父であるバロウズからも可愛がられている。
バロウズがソニアに剣を教えたように、後にプリムラもまたソニアに剣の教えを乞う。理由はラップルをやっつけるためとのこと。
ラップル
声 - 庄司宇芽香
錬金工房主。まだ少年だが一人で工房を切り盛りしている。ラップルの錬金工房では、マテリアルを渡すことでアイテムやスキルピースの錬成を依頼できる。錬成では、リーゼロッテからは購入することができないものもつくることができる。工房と頭のゴーグルは父親の形見。
プリムラのことが好きだが「好きな女の子にはイジワルするタイプ」であるため素直になれずやきもきしている。父親は凄腕の錬金術師であり越えることを目標にしていたが、ラップルが幼少の頃に亡くなってしまう。父親を越えることはできなくなってしまったが、父親が遺した工房を大きくすることで父親にはできなかったことをすることで越えようとしている。
リーゼロッテ
声 - 皆口裕子
行商人。金髪と右目が赤で左目が緑のオッドアイのエルフの女性。世界各地を旅しながら、アイテムの売買を行っている。神出鬼没な彼女からアイテムとマテリアル、そして一部のスキルピースを買うことができる。
アルフリーデ
声 - 皆口裕子
世界の「歪み」を監視している魔法使い。金髪と碧眼のエルフの女性。リーゼロッテと酷似した容姿を持つ。彼女の手に負えない歪みが生じてしまい、グリモアールという魔導書を使うことにより、ユーマたちにその歪みを正してくれるようお願いしてくる。ダウンロードコンテンツのダンジョンやイベントなどは彼女と会話することで利用できる。
ビジュアル設定資料集によれば、リーゼロッテの双子の妹とのこと。同著でもグリモアールを所持している所以は不明とされている。
PS4版（リフレインモード）でジーナスとエクセラの個別エンドを見た後、話しかけることで彼女がグリモアールを用いて二人を生み出したことが示唆される台詞が見られる。
ライル
声 - 宮坂俊蔵
調律工房主。帽子とロイド眼鏡を愛用。ユーマの持つ「竜鳴剣」や仲間の「竜刃器」「神刀」など、さまざまな武具を調律することができる。ユーマから「さん」付けで呼ばれる数少ない大人。
ステラ
声 - 庄司宇芽香
天象を研究している学者。彼女の話を聞くことで、フィールドの天象（天候）をある程度予測することができる。天候はモンスターの出現に影響する。
フェルナンド声 - 金本涼輔
世界中を旅する吟遊詩人。ライルとは腐れ縁らしく、彼の依頼してくるクエストを達成することで手に入る楽譜をライルに渡すことで、ユーマたちの持つ武器のチューニングの種類が増えていく。

### ロンバルディア帝国
本作における敵対勢力。圧倒的な戦力によってアルフヘイムに侵攻し、アストリア王国の領地の内7割を支配している。
皇帝ジグモント二世
エクセラの父親。現在は肺病により伏している。60歳まで子を授かることがなかったため一人娘であるエクセラのことは溺愛しており、エクセラもまた父親を尊敬している。作中でたびたび存在が語られるが本編に登場はしない。皇位継承権は高かったものの高齢だったことと後ろ盾がなかったことから弱小候補に過ぎなかった。しかし、エクセラが生まれた後に刻印教会の後ろ盾を得たことで一気に有力候補となった過去がある。その後、娘エクセラが7歳で竜騎士の素質を開花させたことで内戦を終結させ、その功績によりジグモントは皇帝となった。
帝国軍のトップであるものの一概に悪と言える存在でもなく、そもそもアストリアに侵攻したのは刻印教会が「アルフヘイムには不老不死になれる手段がある」と甘言したからである。ストーリー終盤で邪魔者となったエクセラを排斥すべく、ゲオルグによって「帝国の双剣」をけしかけられ暗殺されてしまう。ドラグマキナを操れるのはエクセラしかいないため、皇女が裏切ったとされた。
『ファミ通』に連載されていた短編小説では生前の皇帝が登場している。病に伏しながらも自分にしかできない仕事はしっかり行うなど責任感が強く、また非常に娘想い。不老不死を得たいとはまったく思っておらず（あるいは信じておらず）、「娘が結婚し、安心して帝国の行く末を任せられるまで生きたい」と考えており、10年も生きられれば十分と考えていた。エクセラも「父の望み」を叶えるべく自らアルフヘイムへと赴いている。皇帝になれたのは刻印教会の存在が大きかったが、最後の後押しとなったのはエクセラの功績である。だが内乱で荒れ果てた国土を復興させ、安定をもたらしたのは皇帝の手腕によるもの。
リフレインで追加されたエクセラとのデートイベントでは、遠回しに「アルベール王以上のダンディ」とエクセラは述べており、ユーマにもその素質があると語っている。

#### 刻印教会特務騎士団「ベイオウルフ」
本作における黒幕的存在。刻印教会は帝国の国教であり、ベイオウルフは教会が保有する戦力となる。現在はアルフヘイム侵攻の中枢を担っている。表向きは帝国に従っているが、実態は「神」を崇拝する狂信者。「神」の復活のため世界竜のソウルを集めている。またベイオウルフの騎士は「洗礼」によって神の血を飲むことで神の器となり、強大な戦闘力とスティグマという異能を得ている。
ゲオルグ・ザルバード
声 - 小山力也
「竜を狙う黒き狼」。クラス：アークパラディン（大司教騎士）。武器：覇剣 アスカロン→竜命剣 ギャラルホーン。身長：180cm
ロンバルディア帝国・刻印教会特務騎士団「ベイオウルフ」の団長。教会の「犬」として内外で恐れられる最精鋭部隊を率いる。ひと癖もふた癖もある団員を束ねるその実力は帝国軍の中でも一目置かれており、皇女に従い前線指揮をとる。遺された神の叡智についての知識が深く、教会の暗部の象徴ともいえる男。目的のために手段を選ばない残酷な性格。実は「神の使徒たち（「神」の復活を目論む者たち）」を名乗る血筋の人間であり、その現当主でもある。ゲオルグは「神」との適合性の高い者を生み出すべく研究と交配を繰り返した結果生まれた「作品」である。「超回復」のスティグマを得ており、斬りつけられようが爆発で吹っ飛ぼうが瞬時に完全回復してしまう。後に竜命剣ギャラルホーンを得たことでゼストも超える力を手にした。
「神」に対する執着は非常に強く、「神」を継ぐのは自分こそ相応しいと考えており、「自分こそが神」とさえ思っている節があった。この辺りは煌竜と同一視されても否定したユーマとは対照的。
本来なら「神」との適合率はゼストの方が高く、ゲオルグは二番手となるはずだったが「ゲオルグが神になったらゼストと戦う」という取引によって神の座の地位を譲り受けている。
当初はエクセラに主従を示していたが内心では「小娘」と見下しており、煌竜捕獲のために利用するが失敗。終盤では利用価値がなくなったどころか邪魔者となったため、皇帝暗殺の濡れ衣を着せ帝国から排斥してしまう。以後は本性を現し「神」の復活のためユーマたちと本格的に対峙する。しかし、より強大な力を求めていたゼストからギャラルホーンの譲渡を迫られ、神の座を奪われてしまう。さらにはヨアヒムまでがゼストを支援し始める。ゼストが神の座につくのを納得できずヨアヒムと口論となり、自分こそが神に相応しいとばかりの言動を取ったことで問題発言とみなされ告発すると言われてしまう。そうなれば適合率の順位からして破門されることをヨアヒムに告げられ激昂。用済みとなり、そして障害となったヨアヒムを殺してしまう。
その後、ゼストはユーマたちに敗れ、その間隙を突いたゲオルグは疲弊していたユーマたちを打ち倒し、ギャラルホーンを取り戻すと煌竜の力を奪い取り、「神」を復活させるべく立ち去っていった。だがロストガーデンにて時間稼ぎのために現れたジーナスと交戦。「超回復」の能力で持久戦に持ち込みこれを退け、追ってきたユーマたちと最後の戦いを繰り広げる。強大な力を手にしてもユーマたちには及ばず劣勢を強いられ、なぜ勝てないのかもわからないまま「神」との合一により巨大な黒竜となり、最後の戦いを繰り広げる。
後日談を描いたDLC「歪んだ世界の章」では、歪みの意思によって再現された木偶としてユーマたちの前に立ちはだかる。
魔装神竜ザルバード
本作の最終ボス。「神」との合一を果たしたゲオルグ・ザルバードの新たな姿。見上げるほどの巨体を持ち、尻尾はそれ以上に長い。頭部からは竜命剣ギャラルホーンのような巨大な角が生えている。「超回復」のスティグマも健在。
「神」の正体とはハイエルフたちが創り上げた「竜エネルギー精製システム」であり、竜エネルギーを効率的に利用するための魔法具だった。その力を以って巨大な黒紫の竜となり、絶対的な力を振るうがユーマたちとの戦いでダメージを受け、そこへ完全復活した煌竜の一撃により跡形もなく消滅した。
ゼスト・グレアム
声 - 保志総一朗
「帝国最狂の破戒騎士」。クラス：魔銃剣士。武器：双魔銃剣 アンフィスバエナ→双魔銃剣 アンフィスバエナ（右手）＆竜命剣 ギャラルホーン（左手）。主要技：我流暗黒闘技。身長：176cm
帝国軍ですら力をもてあます、帝国最強の狂戦士。自分より強い相手と戦うことを至上の喜びとする戦闘狂で、弱い敵が相手の戦いには興味を示さない。帝国の意思とは異なる価値観で動いているため、その気まぐれな行動には帝国も手を焼いている。また、刻印教会特務騎士団「ベイオウルフ」に所属しているが、団長のゲオルグですら扱いきれない。皇女エクセラに対しても、初対面から馴れ馴れしく話す。普段は強すぎる力を制御した状態だが、自身の心臓に刻印を撃ち込むことで力を解放する。戦闘ではさらに刻印を打ち込むことで切り札である「絶大なる力（ダメージ発生フィールドの展開）」を解放する。
ビジュアル設定資料集によれば、ユーマにとって「負のライバル」という立ち位置。ただし、ユーマよりもジーナス寄りのライバルとしてデザインされたという。
実は刻印教会によって滅ぼされたとある国の王子であり、家族も故郷もすべて失った過去を持つ。自分の力で守れたのは自分自身だけだった。そのことから「強くなければどうにもならない」と考えるようになり、以後は力を得るために教会に入信し、洗礼を受け「神の血」を飲み、その奇跡的な適合率の高さから渇望していた「最強」の力をあっさりと手に入れた。力を手に入れる前はゲオルグのことも「恐ろしく強い」と見ていたが、今ではそのゲオルグすらも凌駕してしまい、戦う相手に飢えていた。自分の中にある虚しさを埋めてくれるのは強敵との戦いだけだと考えている。ユーマたちとの最初の戦いでは圧倒的な力で彼らをねじ伏せたため、煌竜に然したる興味は持たず、自分と互角と思しきジーナスに執心だった。だが彼は、ゼストのことを敵とすら考えておらず戦意を見せようとしなかった。本気で戦う条件として煌竜の討伐を言い渡される。以後はゲオルグに協力を示す一方で、ジーナスとの約束を果たそうと行動する。ユーマに力を引き出させる手段としてソニアを「オレの女にする」と告げ拉致。しかし成長したユーマたちに敗北したことから今度はユーマに固執するようになる。「強い者は弱い者を好きにする特権がある」と考えており、自分がユーマたちに負けた時も平然と首を差し出そうとしていた。しかし、ユーマから自身の持論を否定され、ソニアから「ユーマが持つ本当の強さに気づかない限り、絶対にユーマには勝てない」と告げられてしまう。これにより「誰よりも強くなった」と自負していたゼストは自信を喪失したばかりか、ソニアに見逃される形になってしまった。
「本当の強さの意味」がわからず、またユーマたちを超える力がないことから「戦いを挑んでもまた負けるだけだ」と考えるようになり、やや無気力状態になっていた。しかし、ゲオルグから「私がお前なら強さを得るためには手段を選ばない」と告げられたことで考えを改め、更なる力を求めてゲオルグが持つ竜命剣ギャラルホーンを強奪同然に譲渡させた（この際、帝国軍の指揮官という地位を得た模様）。信徒になる際にゲオルグとは取引を行っており、「神の座をゲオルグに譲る代わりに、神になったら自分と戦う（適合率はゼストの方が高かったため、神の座は本来ならゼストになるはずだった）」というもの。しかし、今はユーマたちを倒すことが目的のため取引を反故にした。しかも、純粋に神の復活を考えていたヨアヒムがゼストの支援を始めたことでゲオルグとヨアヒムの仲は最悪なものとなり、二人が仲間割れする原因を作ってしまった。
その後、帝国軍を撤退させる条件をエサにユーマたちに決闘を申し込む。陸竜、空竜、海竜、冥竜のソウルを取り込んだギャラルホーンの力を使い、巨大な人型の竜「魔装竜王グレアム」となりユーマたちと最後の戦いを繰り広げ、敗北。死の際には、本当はユーマが持つ「強さ」の正体が、自らの故郷を失った際に捨てた「仲間のために振るう力」だったことに気づいていたことを告げる。今度は本当に「強く」なったらジーナスとも戦いたいと言い残し、最期まで「強い者と戦いたい」という信念を貫いたまま消え去った。その最期を見たソニアからは、「その想いこそが本当の強さにつながるはずだった」と語られた。
本編クリア後の: 後日談を描いたDLC「歪んだ世界の章」では、歪みの意思によって再現された木偶としてユーマたちの前に立ちはだかる。
『リフレイン』付属のドラマCDでは、夜宴の際にエクセラと出会っていたことが判明する。元王族だったことからかゼストなりにエクセラの立場や胸中を気遣っており、その末に互いに遠回しなやり方で相手を思いやる人間だったことが明かされた。また別の話では、ユーマの中にいる煌竜と戦うためにマルガへ来訪する。それを阻止せんと現れたジーナスと斬り結んでいたところ、ユーマの天然が炸裂。ゼストとジーナスがコンビを組み、レスティとキリカの兄妹と「（ユーマを満足させるための）料理対決」に参加することになってしまった。周囲にツッコミを入れつつ、シチューしか作れない（正しい作り方は知らない）ゼストは作業を進める。しかし、できたシチューがあまりにも不味かったためジーナスとケンカになり、互いに子供のような言い争いをしながら調理器具で殴り合いを展開した。だがキリカが転んだ拍子にジーナスの調味料がシチューに混ざったことで物凄く美味しくなり、よくわからないままゼストは「オレの才能」「オレは料理を作る天才」と称してしまい、男性陣から「違う」とツッコミされた。料理勝負は引き分けとなり、満腹になったゼストは「楽しかった」と言い残し、ユーマに手を出すことなく退散していった。その後、実は料理当番を面倒くさがったユーマに強引に巻き込まれただけだったと判明するが、この事実はユーマ以外知らずに終わった。
『BLADE ARCUS Rebellion from Shining』にも登場。本作の敵キャラクターの中では（後に味方になったエクセラを除き）唯一の出演となる。ストーリーはエンディング後を描いたものとなっており、「魔女」の声によりシジルを手にして復活を果たす。そしてソニアの言葉が自分にとっての真実足り得るのか確かめるべく、スリーピーホロウから異世界エンディアスへと旅立った。また『レゾナンス』ではスティグマの詳細は不明だったが「超人化（刻印を打ち込む）」という能力が判明する。
魔装竜王グレアム
竜命剣ギャラルホーンと陸竜、空竜、海竜、冥竜のソウルを取り込んだことで変異したゼストの竜人形態であり「最強」の姿。だがそれだけの力を以ってしてもユーマたちの「強さ」を越えることはできず敗れ去った。特定のシジルを購入して使用することで再戦が可能となっている。
ヨアヒム・ルーベンス
声 - 中井和哉
「断罪の錬金術師」。クラス：暗黒神官。武器：断末魔刃 サイコ・ロプス。主要魔法：暗黒魔法。身長：181cm
刻印教会特務騎士団「ベイオウルフ」に所属する科学者で、古代魔導研究の第一人者。生体科学や医術に天才的な能力を持つが、研究実験以外のことにはまったく興味がない変人。マリオンをはじめとする、「竜体力学」を活用した数多くの生体兵器を生み出してきた。研究のためならどんな犠牲もいとわないマッドサイエンティスト。彼の研究成果の中でも、マリオンは自慢の作品の一つとして、強い執着を持つ。また、ユーマを研究施設に捕らえ、さまざまな実験をしていた張本人。研究対象として、ユーマの体に異常な興味を示す。「実験を嫌がっているほうがそそる」というサディストで、実験体の悲鳴や絶叫を聞くことに快感を見出し、最終的に「壊す」ことを愉しんでいる。温厚なユーマからも「あいつは最低だった」「こんな奴に構っても頭にくるだけ」と言われたほど。ヨアヒムもまたスティグマの持ち主であり「洗脳」と「解析」の能力を持つ。これを応用してマリオンを「エト」として操っていた。後に冥竜のドラゴンソウルを用いて「竜命剣ギャラルホーン」を生成しゲオルグに渡す。
自らを「天才魔導科学者」と述べ、実際に教会側でも遅々として進まなかった「神の業」をこの10年の間に一気に進めたほどの頭脳の持ち主。彼が言うには「神の業を究めた者たち」の末裔とのこと。しかしゲオルグのいないところでは呼び捨てにするなど、ゲオルグに対する忠誠心はない様子。逆に「神」に対する執着は強く、「早く見てみたい」と興奮した様子で告げている。
中盤に一度だけ戦うが決着はつかず以後も終盤まで登場を続け、メルギウス大聖堂に乗り込んできたユーマたちに改造を施したダーンスレイブをけしかけるも敗北。その後、神の座の順位が1位だったゼストがやる気を見せ始めたことで彼を支援するようになり、それを認めなかったゲオルグと仲違いを起こしてしまう。ゲオルグの言い分はまるで自分こそが神であるかのようなものだったため、ヨアヒムは告発すると警告。神の座を降りるか破門されるかをゲオルグに迫った結果、逆襲に遭い剣で胸を貫かれてしまう。自分を殺せば神を継ぐのは不可能になると語り命乞いするが、「もう必要ない」ことを告げられ命を奪われた。結果的にギャラルホーンを生成したことで自らの首を絞めることとなった。
ビジュアル設定資料集によれば、髪で隠れている方の瞳は普通の瞳だという。またフライトユニットの桑田は「ヨアヒムそっくり」の人と出会っており、その記憶がヨアヒムに反映されて面影が残っているかもしれないと述べている。
小説版では、本作に登場する敵勢力の中では唯一出演している。
ベアトリス・イルマ
声 - 桑島法子
「月影に忍ぶ妖精」。クラス：ニンジャマスター。武器：忍遁 震羽綸具。主要技：暗黒忍術。身長：165cm
帝国皇女の側に影のようにつき従い、妖艶な微笑みの裏に冷たい刃を隠し持つ、ダークエルフの女忍者。刻印教会特務騎士団「ベイオウルフ」に所属し、諜報および暗殺活動を担当。軽薄な態度で相手を翻弄し、幾多の敵を葬ってきた手練れの忍である。キリカやリンナとは同郷の幼馴染ではあるが、ダークエルフ族として迫害されてきた過去を持ち、現在は因縁浅からぬ間柄。皇女配下のドラゴンたちとともに、ユーマたちの前に立ちはだかる。彼女が抱える心の闇は、常人には計り知れない。
当初はゲオルグから監視の命を受けエクセラの側についていたが、彼女にはその目的とベアトリスが抱える闇の一端を見抜かれており、彼女の本質を見抜いたうえで素直な言葉をぶつけられたことで信頼が芽生え始める。終盤ではエクセラの味方となってゲオルグの動向を探り始め、「不老不死」が目的でアルフヘイムへやってきたわけではないことを掴む（ここへ着てから不老不死の話など一度もしていないと以前から怪しんでいた様子）。エクセラが皇帝暗殺の罪で追われた時も最後まで見捨てることなく側に付き添い、帝国兵に追われていたところをキリカたちに助けられる。そこでベアトリスは過去に起きた真実を語る。竜刃器を盗もうとした賊を見つけたため阻止しようとしたが、倉庫に火を放たれ取り逃してしまう。そこへ現れたエルフたちから「ベアトリスが裏切った」と決めつけられ、弾劾を受けたことから自暴自棄になり逃げたというのが真相だった。キリカ、リンナと和解した直後、エクセラを狙ったゲオルグから庇ったことで致命傷を負ってしまう。最期は皇女の三本槍と共にゲオルグと戦い、互いの力がぶつかった爆発によって消え去った。彼女の死体はヨアヒムによって回収され「いずれはエトの後釜として人体実験を行うつもりだった」ことが語られた。
刻印教会のメンバーの中では唯一ゼストとだけ絡みがない。
彼女だけスティグマについて言及がないため神の血を飲んだかは不明。スティグマの能力かは不明だが、「瘴気」を周囲に霧散させることで自分以外の者たちの肉体を害し衰弱させる力を持つ。また戦闘では分身しての攻撃も行う。
『リフレイン』で追加されたサブイベントでは、ユーマに対しエクセラが「ベアトリスは今でもキリカやリンナたちのことを想っていた」ことを告げている。
ビジュアル設定資料集によれば、「忍遁 震羽綸具」はタンバリオンをモデルにしているという。設定的には刻印教会の竜刃器研究の産物とのこと。
刻印教会のパラディンたち
小説版に登場。仮面状の兜をつけているため素顔は不明で、振る舞いにも感情らしいものが感じられない。単身、雪山の地理を調べに来ていたアグナムと遭遇し、隊を組んで彼を追い詰めた。しかしソニアとキリカが率いる部隊が救援に現れ、アグナムを追い疲弊した状態で戦うのは得策ではないとして引き下がった。同著では、パラディンたちは人体改造によって超人的な戦闘能力を得ていると語られている。実際のゲームには彼らのような無名のパラディンは登場していない。

#### 皇女の三本槍
ラグナロクの際、「神」側についたドラゴンをドラグマキナと呼び、これらは伝説のドラゴンとして人々に伝えられている。今まで眠りについていたがエクセラの手によって目覚め彼女を主として従う。正体は「神」の手によって生み出されたドラゴンであり、通常のドラゴンとはルーツが異なる。後日談では歪みの意志によってユーマたちと同じ強さを持った個体として再現され戦うことになる。またシジルを購入することで再戦も可能。
紅蓮槍龍 トリシューラ
声 - 稲田徹
炎のドラグマキナ。激しい炎で全てを焼き尽くす、荒々しく勇猛な性格。攻撃作戦ではエクセラが好んで引き連れている。ストーリー上、ドラグマキナとは一度ずつしか戦わないが、トリシューラだけ例外で序盤と中盤の二回戦うこととなる。終盤ではゲオルグの竜命剣に操られてしまうが、エクセラの呼びかけで正気を取り戻し、ベアトリスと共に戦い、戦闘の余波で粉々に吹き飛び死亡した。
氷蒼鉾龍 ゲイボルグ
声 - 増谷康紀
氷のドラグマキナ。知性派で、質実剛健な落ち着いた性格。終盤ではゲオルグの竜命剣に操られてしまうが、エクセラの呼びかけで正気を取り戻し、ベアトリスと共に戦い、戦闘の余波で粉々に吹き飛び死亡した。
雷戟轟龍 グングニル
声 - 高塚正也
雷のドラグマキナ。任務を淡々とこなし、寡黙なように見えて仁義に厚い性格。終盤ではゲオルグの竜命剣に操られてしまうが、エクセラの呼びかけで正気を取り戻し、ベアトリスと共に戦い、戦闘の余波で粉々に吹き飛び死亡した。
ゲーム上の強さで言えば最強クラスの強さを持ち、高威力の範囲攻撃とじわじわとダメージを与える雷のフィールドを展開する。

#### 帝国の双剣
帝都を守護していた最強のドラグマキナ。終盤ではゲオルグに操られ皇帝暗殺の道具として利用されてしまう。超伝説級のドラグマキナであり、かつては「聖なる竜神」と「暗黒の竜王」と呼ばれた。
水天剣神 カリバーン
声 - 不明
神聖なる剣の名を持つドラグマキナ。剣のように細長い体をくねらせながら悠々と空を飛ぶドラゴン。帝国本土を守護している、最強のドラグマキナの1体である。本来は“皇女の三本槍”とは別に、本国に残してきた切り札的ドラグマキナだが、ユーマたちの前にその雄大な姿をあらわす。帝国の武力を象徴する存在。終盤ではゲオルグの竜命剣に操られてしまい、ユーマたちと敵対。敗北後は自分が負けたことに驚愕しながら消え去った。ドラグマキナの中では最初に倒された。
魔剣竜王 ダーンスレイブ
声 - 不明
暗黒の魔剣の名を持つドラグマキナ。帝国本土を守護している、最強のドラグマキナの1体である。その身体は暗黒の瘴気に覆われており、辺り一帯を猛毒の霧で包み込んでくる。また、ドラグマキナの中でも最高クラスの攻撃力を持ち、まさに一撃必殺の威力を誇る。帝国の恐怖を象徴する存在。現在はゲオルグによって操られ、さらにヨアヒムによって手が加えられている。物語終盤、メルギウス大聖堂に乗り込んで来たユーマと交戦し、敗れ去った。

### 歪みし者（ディストネイター）
歪みの意思
声 - 不明
本編クリア後、ダウンロードコンテンツを購入することでプレイできる後日談における黒幕。凶星という巨大な星をアストリアに落とすことで世界の滅亡を目論む。他の歪みとは違い明確な意思を持っており、自らを世界の意思の代弁者と名乗り、世界そのものが滅亡を望んでいるのだとユーマたちに語った。しかしユーマたちの「生きる」思いに次第に気圧されていき、彼らの意思の証明として最強の竜・煌竜を復活させ最後の試練として戦わせる。煌竜が敗れた後、歪みは崩壊を起こし凶星もろとも消え去った。
正体について、アルフリーデは「滅びたがっていた世界の意思が歪みによって具現化した」と推測しているが、ユーマは「世界は滅びたがっていない」と否定している。
ドラグマキナやゼストを「自我を持たない木偶」として再現し、さらにはユーマたちと同じ強さ（Lv）にするという能力を持つ。

### その他
エリーゼ・イルバーン
声 - 不明
故人。ユーマの母親。種族はエルフでウェルラント王国出身。当時の竜奏騎士でもあった。主に神竜大戦の遺物や記録などを調査しており、ウェルラントではその功績から「賢者」と呼ばれていた。レスティによれば武芸と魔法に長けた達人であり、ジーナスからも「かなりの使い手」と見られていた。
少年時代のレスティがその才能から傲慢な振る舞いをしていた時に出会い、指一本で打ち倒している。自分の愚かさを知ったレスティは、エリーゼに弟子入りを頼み込んだという。
『リフレイン』から追加されたジーナスとの会話イベントにより「龍牙槍フェングルート」はエリーゼが使っていたものであることが明かされた。ジーナスによれば即興が得意だったようで、彼女が奏でる音色は自然に溶け込むようだったという。弟子のレスティが奏でる音色もエリーゼのものに近くなっていっているとジーナスは評した。
ユーマが生まれる前、ジーナスが煌竜の力を暴走させた時にはその場に赴き、彼から煌竜の魂を自分の肉体に移すことで対処した。が、実は魂が宿ったのは彼女ではなく、当時身ごもっていたユーマのほうだった。身ごもっていたことは知らなかったためユーマを出産するまでは気づかず、慌てて対処しようとしたが煌竜のソウルは生まれたばかりのユーマの魂と密接に交わってしまったため移すことができなかった。そのためユーマには力を使うことは固く禁じ、呪具を取りつけることで力を封印。ユーマのことをレスティに託し、若くしてこの世を去った。
村を崩壊させ呆然としていたジーナスから「自分が煌竜を宿した意味は悲劇を起こすためだったのか」と問われた際に、「立ち止まらなければ『なにか』が見えるかもしれない」とアドバイスをしている。その言葉の通り、ジーナスは（ショックの余り記憶を封印したが）くじけることなく「最後の歌」のため行動し、最終的にユーマたちの力となった。
慈愛に満ちた落ち着いた女性であったが、修行に関しては全く容赦がなくレスティに地獄のような特訓をさせていたという。余程悲惨だったらしくレスティのトラウマになっている。もしも生きていたらユーマにはもっと過酷な特訓を指せていたに違いない、とレスティは語っている。
父親の存在についてはレスティもあまり知らず、ユーマが生まれる直前に亡くなったという。実力こそ決して高くはなかったが優しさに満ちた青年であり、エリーゼも「危なっかしくて放っておけない」と考えたのがつき合いの始まりだったという。
エト・ラ・シーラ
声 - 沢城みゆき
故人。マリオンの双子の兄。容姿はほとんどマリオンと同じであり、違いは瞳の色のみ。「双子」という理由でヨアヒムに捕まり、妹と共に監獄塔で実験台として日々を過ごしていた。
ある日、ヨアヒムによって魔眼の移植がされ耐え切れず死亡してしまう。その様子を見ていたマリオンにエトの魔眼が移植され、マリオンは自分とエトの存在を混同させてしまう。さらにヨアヒムによる洗脳を受けた結果、マリオンの人格がほぼ完全に「エト」となってしまった。
『ファミ通』で連載されていた短編小説では生前のエトが登場。妹想いの兄であり、眠っているマリオンに気づかず近づいたユーマをいきなり押し倒している。喋り方などは本編に登場する「マリオン」と変わらないが、逆にこの時のマリオンは普通の少女のような言葉遣いとなっている。

## 物語の舞台
アルフヘイム
世界の中心にある島。島の住人であるハイエルフは、聖印歌でドラゴンたちと交流し、平和な日々を過ごしていた。しかし、ある時、ドラゴンを凌ぐ力を持つ「神」が出現。世界を造り変えようとしてアルフヘイムに戦乱を起こす。激しい戦いの後、ハイエルフとドラゴンはかろうじて神を倒したが、ドラゴンのほとんどは肉体を失ってしまった。また、島自体も荒廃し、ハイエルフはこの地を捨て大陸へと去っていった。それから1000年後，人間が治める地となった。
アストリア王国
アルフヘイムを治めている王国。ソニアの父、アルベール王が治めている。国力ではロンバルディア帝国に劣るものの、アルベール王の奮戦やウェルラント王国の支援によって10年もの戦いを耐え抜き、物語開始時点ではアルフヘイムの7割をロンバルディア帝国軍に制圧されつつも国家として存続している。アストリア王国軍は歩兵が一斉に抜刀することで味方の連帯感と士気を高め、同時に敵兵を威嚇する伝統的な戦術を持つ。
マルガ
アストリア王国の首都で、ユーマたちの冒険の拠点。アルフヘイム本島南部の島の中にアストリア城と城下町が丸ごと内包されており、周囲を外壁で囲まれた外観もあって「海楼都市」の別名を持つ。マルガとアルフヘイム本島を結ぶ橋「ゲートブリッジ」は外界との唯一の連絡路であり、周囲の外壁と相まってロンバルディア帝国軍の侵入を防ぐ防波堤となっている。そのため、戦時下ながらも賑わいを見せている。
ゲイルリッツ監獄
100年前まではアストリア王国の流刑地として用いられていた監獄。僻地にあり維持が困難なことから廃棄されたが、ロンバルディア帝国軍に制圧されてからはヨアヒム等による危険な人体実験を行う研究施設へと変貌し、軍の兵器製造などを担う最重要拠点と化してしまった。ユーマやマリオンもここへ捕えられていた。長らく放置されていた影響で建物自体は部分的に朽ちてはいるが、全体的にはかつての面影を残している。
ウルフェンシュタイン城
刻印教会の二大拠点の一つ。霊峰グランシエルの山頂に築かれている。
メルギウス大聖堂
刻印教会の二大拠点の一つ。ガラル城塞跡の深部に築かれている。現在はロンバルディア帝国および特務騎士団ベイオウルフの本拠地となっている。ゲイルリッツ監獄で得た研究データなどは資料としてこちらへ移されている。
ロストガーデン
十数年前、煌竜の力が暴走したため滅びてしまったジーナスの故郷。寄れずの塔へ入るための門が存在する。
寄れずの塔（幻影塔ジグラート）
近づこうとしても蜃気楼のように決して近づくことができない不思議な塔。実は世界竜によって「神」が封印された場所であり、最終決戦の舞台となる。ロストガーデンから門を通らなければ入ることができない。内部から最上階へ行くのではなく、ロストガーデンから直通で最上階まで行くため内部を探索することはできない。煌竜によれば真の名は「幻影塔ジグラート」。アルフヘイムの中央に建造され、「神」のメインシステムが保管されている。そのため世界竜はジグラートごと「神」を異次元に送り込み封印した。
大陸
アルフヘイムとは海を隔てた大陸。様々な国家が存在するが、現在ではロンバルディア帝国が最大勢力として君臨している。
ウェルラント王国
古の力を守護するエルフの国で、古の神竜大戦時にドラゴンと共に戦ったハイエルフの流れをくむ後継国家でもある。キリカやレスティの出自である「アルマ氏族」を含む十二選王氏族を中心に統治されている。都市生活を好まぬエルフの特色から、補給が維持されていれば野営を苦としない強さを持ち、それがレスティ率いるウェルラント騎士団を強兵と言わしめる所以となっている。半面、伝統や規律を順守するあまり硬直的な側面を持つ。そのため、かつて神側へ下ったということからダークエルフに対する差別は根強く残っている。
ロンバルディア帝国
竜に関する研究を行っている帝国。アストリア王国に侵略を仕掛けている。皇帝はシグモンド二世。古くは帝位をめぐる内乱が絶えず、臣民もそのあおりを受けて苦しんでいたが、エクセラが竜騎士の力に目覚めて内乱を収めてからは彼女の「武力」と、彼女の功績によって帝位を得た父帝シグモンド二世の「賢く公正なる統治」によって内乱での荒廃から脱却を果たし、三国の衛星国と多くの侯国領を擁する大陸きっての大国へと成長した。住民たちもいたって普通であり、アストリアとの戦争が終わることを望んでいる（帝国に勝ってほしいではなく、純粋に戦争をやめてほしいと思っている）。
刻印教会
ロンバルディア帝国の国教。宗教的な権威のみならず、教会特務騎士団「ベイオウルフ」を擁し、軍事面でも強大な力を持つ。それ故にアストリアやウェルラントからはロンバルディア帝国軍の一般将兵と比較して、優秀かつ危険な精鋭部隊と認識されている。エクセラが生まれた後、シグモンド二世の後ろ盾となり彼を皇位継承の弱小候補から有力候補へと押し上げている。
実際は神竜大戦時に「神」を生み出した「神の信奉派」の残党の集まり。団長のゲオルグは「神の使徒たち」の現当主であり、ヨアヒムは「神の業を究める者たち」の末裔である。
バルドール
ロンバルディア帝国の帝都。大陸有数の大都市にして「黒薔薇の都」の別名を持つ。エクセラが竜に騎乗して帝都上空を飛ぶ姿は帝都の住民にとっては絶景である。小説の描写によれば、エクセラは帝都民たちに好かれているようだが、ドラグマキナは恐れられている様子。
黒真珠の宮殿
バルドール市街地から離れた丘の上に建つ宮殿。皇族とその侍従や重臣が詰める一方で、エクセラが駆るドラグマキナたちが棲むドーム状の専用区画が存在する。

## 用語
神竜大戦（ラグナロク）
古の時代、アルフヘイムで栄華を誇った竜と、突如として現れ、その強大な力で世界を造り変えようとした「神」との間で繰り広げられた戦争。この戦争は単に竜と神との戦いではなく、元来竜と交流していたハイエルフを「親ドラゴン派」と「神の信奉派」の2派に分裂させてしまい、数百年に及ぶ戦いの果て、現在より遡ること千年前に竜と「親ドラゴン派」のハイエルフが勝利し、神を封じるに至った。しかし、竜の大半も力を使い果たして滅び、ハイエルフも焦土と化したアルフヘイムを去るという、勝者の側も多くの犠牲を払った結末となった。
竜（ドラゴン）
かつてアルフヘイムで栄華を誇った存在。ドラゴンソウルという核を基に自然界のエネルギー（竜エネルギー）が形となったものが「竜」である。そのため単なる生命体やモンスター的な存在とは異なる。
過去、歌を通じてハイエルフや人と交流し栄えていたが、神竜大戦の果てにほとんどの竜は滅び、今では伝説の中でしか語られる存在となった。しかし、煌竜の復活やロンバルディア帝国によるアルフヘイムへの侵略戦争により、その存在意義さえも揺るがされる。
世界竜（ユグドラシル）
竜の中でも、一際強大な力を持つ存在。原初の時から存在したと伝えられる最高位の竜で、全部で5体存在するが煌竜はその中でも最強と呼ばれている。これ以外の世界竜は「陸竜」、「海竜」、「空竜」、「冥竜」で、中でも冥竜は煌竜に匹敵する強大な力を有している。その正体は、前述の通り自然そのものが竜の力と結びついたことで具現化した「自然管理システム」。
竜エネルギー
自然界の力が凝縮されたもの。これが形となったのが世界竜を始めとするドラゴンたちである。ただし、世界竜のドラゴンソウルと一般的なドラゴンソウルに宿ったエネルギーの性質は異なる。しかし、世界竜のドラゴンソウルに一般的なドラゴンソウルのエネルギーを注ぎ込み、世界竜のエネルギーに変換して抽出するということも可能となっている。
竜力
竜の持つ力を指したもの。ロンバルディア帝国では竜の研究を進めていたが、刻印教会のヨアヒムの手によって研究が一気に進んでからは竜力を応用して人間やモンスターを強化するといった独自の技術を確立し、教会特務騎士団「ベイオウルフ」の騎士やマリオンの戦闘能力を強化するといった実績を作っている。
竜鳴剣（りゅうめいけん）
世界竜の力の一部が大剣として顕現したもの。作中ではユーマが煌竜の力で具現させた「ヴァンデルホーン」が登場する。ゲオルグによれば後述の「竜命剣」こそが「竜鳴剣」の本来の姿だという。
竜命剣（りゅうめいけん）
竜の全てを、命運すらも支配できる大剣。作中では冥竜のドラゴンソウルから「竜命剣ギャラルホーン」が創りだされており、ゲオルグはこれを用いてドラグマキナを支配したり煌竜の力を奪っている。ゼストもまた世界竜のエネルギーを用いて巨大な竜へと変身した。ラストバトルで戦うゲオルグは、頭頂部からギャラルホーンに酷似した角が生えている。
ドラゴンソウル
宝石と化した竜の魂。アルフヘイムでは装飾品として流通している。
神竜大戦で力を失い、肉体を失った竜は魂と竜力の宿った宝石と化すが長き年月の間に魂もとい自我をも失い、竜力の核も同然の存在となった。煌竜以外の世界竜も全てドラゴンソウルと化しているが、当時のハイエルフの手によってアルフヘイムの地に個別に封印された。帝国軍はこのドラゴンソウルから竜を再現しているが、魂がないため凶暴なモンスターも同然の存在と化している。
レッサードラゴン
ロンバルディア帝国が世界竜ではない竜のドラゴンソウルから再生した竜。
先述の通り魂も自我も失っているため、単なる大型モンスターと同然の存在になっている。ただし、戦闘能力自体は一般的なモンスターよりも高く、アグナムは竜奏騎士となったマリオンが初陣を飾る前に、力試しの相手としてレッサードラゴンを選んでいる。また、生み出した帝国側もある程度は制御が可能なようで、劇中では帝国軍の将兵が配置されていない地域でその姿を見かける傾向にある。帝国軍は兵器としてモンスターを使役しているものの、レッサードラゴンだけは「掌握していない地域における、自軍将兵以外を対象にした殺傷兵器」として単独運用されている模様。
ドラグマキナ（竜神殻）
ロンバルディア帝国が竜を研究した末に復活させた存在。伝承によると、古の「神竜大戦」においてウロボロス側が「神」を用いて竜の複製を生み出し、戦いの末に生き残ったものとされている。そのため、ロンバルディアではこれを「ドラグマキナ」と呼び、ドラゴンとは区別している。実際には「神」が生み出した人工のドラゴンであり、従来のドラゴンとはルーツが異なる。また目覚めさせたのはエクセラであり、以後は彼女に付き従っている。ビジュアル設定資料集によれば「竜神殻」と書いてドラグマキナと記されている。
竜奏騎士（ドラグナー）
「竜刃器（アルモニクス）」と呼ばれる、伝説の楽器を使って戦う戦士たち。魔法の音楽を奏でることによって、失われた竜の力を呼び覚まし、大自然の力を自在に操る技を使う。エクセラもこの能力を用い、ドラグマキナを使役している。
竜刃器（アルモニクス）
煌竜の身体から生み出された7つの武器を指す。それぞれが楽器をモデルにしたものとなっている。竜の力を振るい、武器としても使うことはできるが本来はその音色と聖印歌でドラゴンたちと交流するために煌竜が創ったものであり、人間に対する信頼の証である。劇中では煌竜が側にいれば竜刃器の力が増すことがリンナの口から語られている。
ハイエルフ
かつてアルフヘイムを故郷とした種族で、現在のウェルラント王国のエルフにとっては祖先にあたる存在。神竜大戦以前は竜と交流しながら高度な文明を築いていたが、神竜大戦によってその数を減らし、加えて焦土と化したアルフヘイムを離れたこともあって後世のエルフに当時の技術は継承されず、劇中でハイエルフの神竜大戦当時の遺跡を目にしたレスティはハイエルフの方が現在のエルフより優れた技術を持っていたと明言している。
後述の「神」を生み出した元凶でもある。一部のハイエルフたちは、「歌」でドラゴンと交流するのではなく、魔導具で従えて効率よく利用するという考えを持つ者もいた。
ダークエルフ
エルフの中でも色黒い肌をした者たち。神竜大戦の最中、一部のダークエルフが竜刃器（龍吼魔笛 グラビネット）を携えて竜から神へと寝返ったことから、大戦後も竜を尊ぶ者たち、とりわけウェルラント王国のエルフからは「裏切りの種族」として差別されてきた。しかし、差別の対象ながらもエルフの国であるウェルラント王国内である程度の権利（居住・生活権）を認められていた、若干微妙な存在ともいえる。
ただしこうした差別は「竜を尊ぶ側」だからこその側面を持ち、「神を信奉する側」であるロンバルディア帝国や刻印教会ではダークエルフに対する差別は無く、エクセラ個人に至ってはベアトリスにあくまで自分個人の考えだと前押しをした上で、彼女の祖先のダークエルフの行いが長き時を経て自分を竜奏騎士にしてくれたと語り、「恩人」とまで言い切っている。
神
本作の争点となる重要な存在。ある時突然現れ、その絶大な力を以って世界を創り変えようとした。しかし世界竜の奮闘と煌竜の力により別次元へと封印された。同時に終末禍（後述）も封印されている。その正体は、ハイエルフの高度文明が生み出した魔導工学技術の結晶「竜エネルギー精製システム」、巨大な機械兵器である。聖印歌や竜刃器に頼らず、より効率的に竜エネルギーを使役しようとハイエルフの一派が生み出した。欠点としては意思決定を行う機能がないこと。ゲオルグはこれと合一を果たすことで神を継ぎ、巨大な竜へと変貌した。
後述にもある通り「神」とは世界に存在するだけで命を殺す存在であり、封印が解かれることは終末禍によって世界が滅ぶことを意味する。
洗礼
刻印教会の騎士に正式になるための儀式。後述の「神の血」を飲み、「神」との適合性が高ければ生き延び、そうでない場合は死に至る。
神の血
神との適合性（合一）の高さを計るための液体。飲んだ場合大抵は死んでしまうが、100人に1人は生き延びるという。適合性が高ければ強大な戦闘能力と「スティグマ」という異能を獲得をできる。刻印教会の騎士たちはこの液体を飲み、高い戦闘力を持っている。ゼストは奇跡的な適合性の持ち主であり、人工的に高い適合率として創られたゲオルグよりも優れている。
終末禍（カタストロフ）
「神」が引き起こした世界と命を蝕む厄災。どこからともなく魔物が現れ、大地からは毒が吹き出し、疫病や凶作に飢饉などが起こり人間が住めない世界になっていく。ゲオルグによれば「神」を崇拝する者だけが生き残る術を授けられるというが詳細は不明。これも「神」のシステムの一つであり、「神」を崇拝しない者を排除するという。正体は「神」によって穢され歪まされた空間そのもの。「神」と共に封印されたが弱った封印からわずかに周囲に影響を与えており、ジーナスの故郷の村人たちは短命となり後の悲劇の原因となった。「神」を消滅させても終末禍を消し去ることはできず、歪んだ空間そのものを直す必要がある。ビジュアル設定資料によれば、「神」のシステムが終末禍を起こしているとのこと。
封神の扉（ふうしんのとびら）
ロストガーデン（ジーナスの故郷の村）にあった遺物。この向こうは別の次元となっており、世界竜たちの力によって封印された寄れずの塔と「神」が存在している。意識だけとなった煌竜が封神の扉に宿り、封印の維持をしていた。
神の信奉派（ウロボロス）
神竜大戦時に、神の側に付いた者たちの総称で、先述のダークエルフのみならずハイエルフや人間も加わった異種族連合勢力であった。ゲオルグが刻印教会こそ神の信奉派の意思を受け継いだ存在と称していることから、神竜大戦終結後も全滅せず命脈を保った人間の一派が相当数存在した模様。ゲオルグは「神の使徒たち」の現当主であり、ヨアヒムは「神の業を究める者たち」の末裔だという。
歪み
アルフリーデがグリモワールにうっかり触れてしまったことで出現した不可視の厄災。放っておけばやがて世界に甚大な影響を与えることになる。ジーナスを始めに他のヒロインたちも歪みの影響を受け、重要な記憶の一部を欠落したり、改変させられてしまっていた。
凶星（きょうせい）
世界の意志の代弁者を名乗る「歪みの意志」によって引き起こされた厄災。具体的には、はるか空の彼方からアストリアを目がけて迫ってくる巨星を指す。ユーマたちが歪みを晴らすたびに遠ざかり、最終的に歪みが完全消滅したことで消え去った。しかしこの歪みも多く存在するもののうちの一つに過ぎないという。

## システム
D-TUNEバトル
戦闘メンバーは1人から4人まで選出可能。プレイヤーはその内の一人を操作キャラクターとし、3Dのフィールドを駆け回って戦うことになる。
竜装変化（トランスフォーム）
主人公ユーマは煌竜の力を使うことで竜の姿へとなることができる。戦闘能力が上昇する反面、アイテムは一切使えなくなる（メニュー画面が開けなくなる）。変身中はMPを消費していき、「攻撃するかされる」ことで一定確率で「暴走」を始め、操作不能となりPTメンバーに攻撃か状態異常を与えてしまう。「暴走」に関してはMPが50%を切ると大幅に上がる。こうなった場合は聖印歌を用いることでユーマを元に戻すことができる。
5章以降は煌竜の真の力が使えるようになるため「暴走」することがなくなる。
聖印歌（ルーンソング）
聖印歌とは、歌巫女であるキリカが唄う魔法の歌で、エルフ族に古くから伝承されてきた、竜の魂に眠る大自然の力を呼び覚ます術。「聖印の歌巫女（ディーヴァ・マギカ）」として成熟するにつれ、キリカの歌はさらに多彩なものとなる。
自然の力を借りたキリカの歌は、味方が有利になる（特定のステータス上昇）、様々な効果を発揮する（被ダメージ減少など）。普段は青と白を基調とした衣装のキリカだが、秋の歌では赤い「紅葉の羽衣」にチェンジする。「紅葉の羽衣」を纏うと、移動速度が上がるなど、大きな力を発揮する。コスチュームチェンジをすると、その戦闘の間は、変化したコスチュームのまま戦闘を続けられる。
聖印歌を発動させるためには後述の「B.A.N.D」を使用する必要がある。
B.A.N.Dパフォーマンス
戦闘メンバーの中から一人「センター」を選択し、竜刃器を用いて4人で演奏を行う。これにより聖印歌が発動するが、キリカ抜きでも使用は可能（ただしバックコーラスがなくなる）。また「センター」に選んだキャラクターにより聖印歌の効果が変化する。聖印歌はストーリーを進めると取得していき、歌ごとに効果も異なる。キリカを「センター」にすると聖印歌の種類ごとにバックコーラスが流れる。またエクセラがバックコーラスをする聖印歌もある。
B.A.N.Dはあくまでゲームシステムとしての名称であり、劇中では「響鳴奏術（シンフォニカ）」と呼ばれる。
竜刃器（アルモニクス）
「竜奏騎士」の武器は、竜の力を呼び覚ます魔法の楽器「竜刃器」。かつて、神竜大戦よりも昔の人と竜が交流していた時代に、煌竜イルバーンが自らの体より生み出した伝説の武器。武器としてだけではなく、魔法のメロディを奏でる楽器の機能を持つ。イルバーン曰く、本来は竜と交流する人に対して贈った物であり、武器として使われることを前提とはしていなかったとのこと。全部で下記の7つが存在する。
ただし、竜刃器は誰でも使える物ではなく、それ自体が所有者を選び、認められた者にしか使えない特性を持つ。そのため、神竜大戦から1000年もの時の流れの中で、扱える竜奏騎士が不在のため、管理者という意味での所有者の手にあった物も存在する。
以下に竜刃器とその所有者を印すが、竜奏騎士としての所有者のみ太字で表記する。
・龍鱗爪剣 テンペリオン　（ヴァイオリン型）
アストリア王国→アルベール王→アストリア王国→アルベール王→ソニア
・龍炎杖 イグリュート　（ギター型）
アグナム
・龍翼弓 コトノカグラ　（ハープ型）
ハイエルフ→ウェルラント王国→キリカ
・龍尾棍 トランロッド　（トランペット型）
ハイエルフ→ウェルラント王国→リンナ
・龍牙槍 フェングルート　（フルート型）
ハイエルフ→ウェルラント王国→エリーゼ→レスティ
・龍眼砲 バルモニウム　（オルガン型）
アストリア王国→マリオン
・龍吼魔笛 グラビネット　（クラリネット型）
ハイエルフ→ダークエルフ（神の信奉派）→ロンバルディア帝国（刻印教会）→エクセラ
キズナダイアグラム
キャラクター同士の関係性（良好・不仲など）を形作れるシステム。組み合わせが多く攻略本にも全て記載されていない。操作キャラクターが攻撃する、またはされたなどした際、PTメンバーがMP回復やデバフ攻撃などを行う。
海楼都市マルガ
主人公たちの拠点となる場所。道具や宿屋が存在するほか、住民たちからクエスト（依頼）の受注をしたり、PTメンバーとのデートなどが行える。
クエスト
マルガの住民たちから受注できる。指定されたモンスターの討伐やアイテムの収集などを頼まれる。クエストを受けることで特殊なイベントバトル（制限時間まで次々と湧くモンスターを倒し続けるなど）が発生することもある。
マルチエンディング
PTメンバーの全員に好感度が設定されており、一定値を超えた状態になるとラストバトル直前でイベントを起こすことができる（発生は任意）。このイベントの発生がキャラクターエンディングの条件となっており、ゲームクリア後に告白イベントが発生する。『リフレイン』ではジーナスとエクセラも告白イベントが起こせるが、最初のデートの時にもらえるシジルを所持していないとバッドエンドとなる。
M.O.E.S
シリーズ恒例の、PTメンバーとの会話の際に発生する選択肢により好感度が上下するシステム。M.O.E.S（選択肢）が発生するのは、マルガの街にいるキャラクターに話しかけた時や、ナイトイベント（後述）の時となる。また戦闘メンバーに加えることで好感度が上昇する。
ナイトイベント
マルガやキャンプの時にキャラクターを「見つめる」ことでユーマと一緒に夜を過ごす人物を決めることができる。ナイトイベントを起こすとM.O.E.S（選択肢）が発生したり、デートに誘われたりする。ただしタイミング次第ではナイトイベントの誘いを断られてしまうこともある。
デートイベント
ナイトイベントを起こした際にキャラクターからデートに誘われるので、約束した後にマルガで「見つめる」と発生する。男女問わずデートすることが可能となっており、デート後に固有イベントが起こる。
ラッキーエッグ（ガチャ）
500Gを支払うことで一回回せる。キャラクターからモンスターなどフィギュアが手に入り、『ライブラリ』で角度を変えるなどして自由な視点で見ることができる（例外もある）。種類が多い上にダブりもあるためコンプリートには膨大な時間と資金が必要。
ライブラリ
キャラクターの詳細や姿を閲覧できる。フィギュアを手に入れることで着替えたキャラクターの姿も見られるほか、モンスターも登録される。

### 課金要素（PS3版）
有料キャラクターの追加
ゲームクリア後にエクセラとジーナスをパーティーに加入させることができる。
リトライチケット
ゲームオーバーになった際、リトライチケットを購入することで再挑戦が可能となる。
マルガオーブ
使用することでマルガの街に帰還できる。何度でも使用が可能。
特殊なシジル
グリモアールの探索に使用する特殊なシジルを購入できる。使用することで強力なモンスターが登場し、低確率でレアアイテムが手に入る。シジルは使用するたびに消費されるのでその都度購入する必要がある。
コスチューム
各キャラクターの新コスチュームが手に入る。
エクストライベント
追加イベントやストーリーが閲覧可能になる。
回復アイテム
パーティー全員を復活させたり回復させたりできる強力なアイテムが手に入る。
好感度アップアイテム
使用することで各キャラクターの好感度を少しだけ上げられる。
特殊なスキルピース
ステータスを強化する強力なスキルピースを購入できる。ゲーム開始時から適用される。
チューニングの追加
各キャラクターに強力なチューニング（武器の特性）が追加される。
廉価版の発売に伴いリトライチケットは撤廃され、リフレインではすべての要素が課金なしで遊べるようになっている。

## 主題歌・劇中歌
PS3版主題歌「虹の旋律」
歌：キリカ（早見沙織）・ソニア（瀬戸麻沙美） / 作詞：Shihori / 作曲：藤田淳平（Elements Garden） / 編曲：喜多智弘（Elements Garden）
PS4版主題歌「永遠色のアリア」
歌：キリカ（早見沙織）・ソニア（瀬戸麻沙美） / 作詞：RUCCA / 作曲：藤田淳平（Elements Garden） / 編曲：末益涼太（Elements Garden）

### キリカルーンソング
「夏詠歌『日輪の煌き』」
「春詠歌『初音うららかに』」
「秋詠歌『微笑みのなる樹』」
「冬詠歌『雪華の雫』」
歌：キリカ（早見沙織）／作詞：Shihori／作曲・編曲：藤間仁（Elements Garden）

### キャラクターソング
「天空のアリア『天翔ける刻の翼』」
歌：エクセラ（水樹奈々）／作詞：Shihori／作曲・編曲：藤田淳平（Elements Garden）
「大地のアリア『母なる星の祈り』」
「蒼海のアリア『潮騒のファンタジー』」
歌：キリカ（早見沙織）／作詞：Shihori／作曲・編曲：Evan Call（Elements Garden）／藤田淳平（Elements Garden）
「鏡の国のマリオネット」
歌：マリオン（沢城みゆき）／作詞：Shihori／作曲・編曲：藤間仁（Elements Garden）
「恋の嵐」
歌：リンナ（茅野愛衣）／作詞：Shihori／作曲・編曲：喜多智弘（Elements Garden）
「プリンセス・ロマンス」
歌：ソニア（瀬戸麻沙美）／作詞：Shihori／作曲・編曲：藤田淳平（Elements Garden）
「LUNATIC CRAVE」
「LUNATIC CRAVE（Refrain）」
歌：ゼスト（保志総一朗）／作詞・作曲：保志総一朗／編曲：森本貴大

## スタッフ
- プロデューサー - 澤田剛
- キャラクターデザイン - Tony（AlbionWorks）
- 開発 - メディア・ビジョン
- キャラクターモデル製作 - フライトユニット
- 音楽 - Elements Garden（作編曲：藤田淳平、藤間仁、Evan Call）
- シナリオ監修 - 火野峻志
- シナリオ - 持田康之、歌鳥一、粟竹雄也、襟裳塚相馬、田村一成、福岡よしひこ

## 関連商品
Tony's ヒロインワークス「シャイニング」シリーズ編
編集：ホビージャパン ISBN 4798609358 ISBN 978-4798609355
Shining Resonance Music Collection（シャイニング・レゾナンス ミュージックコレクション）2015年1月28日発売
レーベル:キングレコード ASIN B00PV0BEC2EAN 4988003463236
シャイニング・レゾナンス ビジュアル設定資料集
発行元:KADOKAWA・DWANGO